# Bahnstrecke Děčín–Dresden-Neustadt
| Ausschnitt der Streckenkarte Sachsen von 1902 |                                                                            |                                                                      |                                                                      |
| Streckennummer: | 6240; sä. BD                                                               |                                                                      |                                                                      |
| Kursbuchstrecke (DB): | 241.1, 247                                                                 |                                                                      |                                                                      |
| Kursbuchstrecke (SŽ): | 083                                                                        |                                                                      |                                                                      |
| Streckenlänge: | 65,785 km                                                                  |                                                                      |                                                                      |
| Spurweite: | 1435 mm (Normalspur)                                                       |                                                                      |                                                                      |
| Streckenklasse: | D4                                                                         |                                                                      |                                                                      |
| Stromsystem: | Děčín–Staatsgrenze: 3 kV = Staatsgrenze–Dresden-Neustadt: 15 kV, 16,7 Hz ~ |                                                                      |                                                                      |
| Maximale Neigung: | 10 ‰                                                                       |                                                                      |                                                                      |
| Minimaler Radius: | 300 m                                                                      |                                                                      |                                                                      |
| Streckengeschwindigkeit: | 160 km/h                                                                   |                                                                      |                                                                      |
| Zugbeeinflussung: | PZB                                                                        |                                                                      |                                                                      |
| Zweigleisigkeit: | durchgehend                                                                |                                                                      |                                                                      |
| |                                                                            |                                                                      |                                                                      |
| \| \| \| von (Wien–) Praha Masarykovo n. (vorm. k.k. Nördl. Staatsbahn) \| \| \| \| \| nach Oldřichov u Duchcova (–Chomutov) (vorm. DBE) \| \| \| \| 0,548 \| Děčín hlavní nádraží \| 135 m \| \| \| \| nach Jedlová (vorm. BNB) \| \| \| \| ~1,000 \| EÜ Čs. Mládeže (15 m) \| EÜ Čs. Mládeže (15 m) \| \| \| 1,240 \| Tunnel Ovčí stěna (Schäferwandtunnel; 279 m) \| Tunnel Ovčí stěna (Schäferwandtunnel; 279 m) \| \| \| 1,636 \| Tunnel Červená skála (Rotbergtunnel; 149 m) \| Tunnel Červená skála (Rotbergtunnel; 149 m) \| \| \| 1,985 \| Děčín-Přípeř \| Děčín-Přípeř \| \| \| \| von (Wien–) Nymburk (vorm. ÖNWB) \| \| \| \| 4,070 \| Děčín-Prostřední Žleb \| 135 m \| \| \| 6,815 \| Děčín-Čertova Voda \| 135 m \| \| \| 9,280 \| Dolní Žleb zastávka \| Dolní Žleb zastávka \| \| \| 9,950 \| Brücke Dolnožlebský potok \| Brücke Dolnožlebský potok \| \| \| 10,350 \| Dolní Žleb \| 130 m \| \| \| 11,858 \| Brücke Gelobtbach (13 m) \| Brücke Gelobtbach (13 m) \| \| \| 11,859 \| Staatsgrenze Tschechien–Deutschland (Systemtrennstelle 3 kV / 15 kV) \| Staatsgrenze Tschechien–Deutschland (Systemtrennstelle 3 kV / 15 kV) \| \| \| 12,658 \| Schöna Ldst \| Schöna Ldst \| \| \| 13,870 \| Schöna \| 130 m \| \| \| 15,558 \| Schmilka-Hirschmühle früher Hirschmühle \| 130 m \| \| \| 16,306 \| Brücke Hirschgrund (83 m) \| Brücke Hirschgrund (83 m) \| \| \| 17,060 \| Bk Hirschmühle \| Bk Hirschmühle \| \| \| 20,090 \| Bad Schandau Ost \| 130 m \| \| \| 20,556 \| EÜ Bächelweg (20 m) \| EÜ Bächelweg (20 m) \| \| \| 20,622 \| Brücke Krippenbach (22 m) \| Brücke Krippenbach (22 m) \| \| \| 21,196 \| Krippen bis 1877 Schandau \| 129 m \| \| \| \| Staatsstraße 169 \| \| \| \| 22,760 \| Bad Schandau \| 126 m \| \| \| \| nach Bautzen \| \| \| \| \| SÜ Bad Schandau (Bundesstraße 172) \| \| \| \| 26,370 \| Königstein (Sächs Schweiz) \| 127 m \| \| \| 27,668 \| Königstein (Sächs Schweiz) Hp \| 127 m \| \| \| 27,927 \| Brücke Bielabach (26 m) \| Brücke Bielabach (26 m) \| \| \| 27,955 \| Viadukt Königstein (470 m) \| Viadukt Königstein (470 m) \| \| \| 28,617 \| EÜ Elbstraße (11 m) \| EÜ Elbstraße (11 m) \| \| \| 29,770 \| Brücke Behnebach (20 m) \| Brücke Behnebach (20 m) \| \| \| 31,120 \| Königstein (Sächs Schweiz) Üst \| Königstein (Sächs Schweiz) Üst \| \| \| 31,450 \| Bk Strand \| Bk Strand \| \| \| 33,860 \| Kurort Rathen (Kr Pirna) \| 127 m \| \| \| 36,940 \| Bk Basteiblick \| Bk Basteiblick \| \| \| 37,059 \| Stadt Wehlen (Sachs) \| 125 m \| \| \| 38,800 \| Bk Zeichen \| Bk Zeichen \| \| \| 40,622 \| Obervogelgesang (Kr Pirna) \| 125 m \| \| \| 42,800 \| Bk Posta \| Bk Posta \| \| \| 43,726 \| EÜ Ziegelstraße (11 m) \| EÜ Ziegelstraße (11 m) \| \| \| 44,022 \| EÜ (10 m) \| EÜ (10 m) \| \| \| 44,624 \| EÜ Dohnaische Straße (16 m) \| EÜ Dohnaische Straße (16 m) \| \| \| 45,000 \| Pirna bis 1875 \| 120 m \| \| \| \| Stadtbrücke Pirna mit Bahnstrecke Kamenz–Pirna \| \| \| \| \| nach Kamenz (Sachs) \| \| \| \| 45,440 \| Pirna seit 1875 \| 118 m \| \| \| \| S-Bahnstrecke nach Dresden-Neustadt \| \| \| \| \| nach Gottleuba \| \| \| \| 45,892 \| Gottleubabrücke (18 m) \| Gottleubabrücke (18 m) \| \| \| \| SÜ Sachsenbrücke (Staatsstraße 177) \| \| \| \| 46,100 \| Pirna Gbf \| 118 m \| \| \| \| Industriestammgleis nach Dresden-Reick \| \| \| \| 47,180 \| EÜ Kahrenweg (10 m) \| EÜ Kahrenweg (10 m) \| \| \| \| Industriestammgleis Pirna–Dresden-Reick \| \| \| \| 47,960 \| Heidenau-Großsedlitz* \| 120 m \| \| \| 48,760 \| Bk Sedlitz \| Bk Sedlitz \| \| \| 49,420 \| Bk Heidenau \| Bk Heidenau \| \| \| 49,438 \| EÜ Geschwister-Scholl-Straße (14 m) \| EÜ Geschwister-Scholl-Straße (14 m) \| \| \| 49,960 \| Heidenau Süd* \| 121 m \| \| \| 49,988 \| EÜ Dohnaer Straße (13 m) \| EÜ Dohnaer Straße (13 m) \| \| \| 50,196 \| Müglitzbrücke (53 m) \| Müglitzbrücke (53 m) \| \| \| 50,330 \| EÜ Mühlenstraße (13 m) \| EÜ Mühlenstraße (13 m) \| \| \| \| Industriestammgleis von Pirna \| \| \| \| 51,118 \| EÜ August-Bebel-Straße (39 m) \| EÜ August-Bebel-Straße (39 m) \| \| \| \| von Kurort Altenberg (Erzgeb) \| \| \| \| 51,232 \| Heidenau früher Mügeln (b Pirna) \| 120 m \| \| \| 52,445 \| Elbgeländebahn \| Elbgeländebahn \| \| \| \| Industriestammgleis nach Dresden-Reick \| \| \| \| 52,574 \| EÜ Sporbitzer Straße (11 m) \| EÜ Sporbitzer Straße (11 m) \| \| \| 52,660 \| Dresden-Zschachwitz* \| 121 m \| \| \| 53,395 \| EÜ Kleinlugaer Straße (12 m) \| EÜ Kleinlugaer Straße (12 m) \| \| \| 54,000 \| Dresden-Niedersedlitz Güteranlage \| Dresden-Niedersedlitz Güteranlage \| \| \| 54,107 \| Brücke Lockwitzbach (10 m) \| Brücke Lockwitzbach (10 m) \| \| \| 54,161 \| EÜ Bahnhofstraße (17 m) \| EÜ Bahnhofstraße (17 m) \| \| \| 54,220 \| Dresden-Niedersedlitz* \| 122 m \| \| \| 54,891 \| EÜ Reisstraße (34 m) \| EÜ Reisstraße (34 m) \| \| \| 56,173 \| EÜ Moränenende (34 m) \| EÜ Moränenende (34 m) \| \| \| 56,300 \| Dresden-Dobritz* \| 121 m \| \| \| \| Industriestammgleis Pirna–Dresden-Reick \| \| \| \| \| Industriestammgleis von Pirna \| \| \| \| 56,940 \| EÜ Seidnitzer Weg (11 m) \| EÜ Seidnitzer Weg (11 m) \| \| \| 57,636 \| Dresden-Reick* \| 121 m \| \| \| 57,800 \| Dresden-Reick Abstellbahnhof \| 121 m \| \| \| 57,823 \| EÜ Lohrmannstraße (18 m) \| EÜ Lohrmannstraße (18 m) \| \| \| 59,499 \| EÜ Rayskistraße (28 m) \| EÜ Rayskistraße (28 m) \| \| \| 60,140 \| Dresden-Strehlen* \| 123 m \| \| \| 60,457 \| EÜ Franz-Liszt-Straße (22 m) \| EÜ Franz-Liszt-Straße (22 m) \| \| \| ~60,500 \| Dresden-Strehlen Königsbf (1897) \| Dresden-Strehlen Königsbf (1897) \| \| \| 61,088 \| EÜ Staatsstraße 172 (28 m) \| EÜ Staatsstraße 172 (28 m) \| \| \| 61,496 \| EÜ Franklinstraße (20 m) \| EÜ Franklinstraße (20 m) \| \| \| 61,844 \| EÜ Uhlandstraße (20 m) \| EÜ Uhlandstraße (20 m) \| \| \| 62,011 \| EÜ Andreas-Schubert-Straße (24 m) \| EÜ Andreas-Schubert-Straße (24 m) \| \| \| 62,097 \| Bahnbögen Dresden Hbf Ostseite (92 m) \| Bahnbögen Dresden Hbf Ostseite (92 m) \| \| \| 62,328 \| EÜ Bundesstraße 170 (55 m) \| EÜ Bundesstraße 170 (55 m) \| \| \| 62,490 \| Dresden Hbf \| 117 m \| \| \| \| SÜ Budapester Straße (Bundesstraße 173) \| \| \| \| \| nach Abzw Werdau Bogendreieck \| \| \| \| 63,617 \| EÜ Rosenstraße (17 m) \| EÜ Rosenstraße (17 m) \| \| \| \| Verbindungskurve von Dresden-Altstadt \| \| \| \| 63,800 \| Dresden Freiberger Straße \| Dresden Freiberger Straße \| \| \| 63,870 \| EÜ Freiberger Straße (19 m) \| EÜ Freiberger Straße (19 m) \| \| \| 63,928 \| Abzw Dresden Mitte W 1 \| Abzw Dresden Mitte W 1 \| \| \| \| Verbindungskurve nach Dresden-Friedrichstadt \| \| \| \| 64,225 \| Stadtviadukt Dresden I (163 m) \| Stadtviadukt Dresden I (163 m) \| \| \| \| Verbindungskurve von Dresden-Friedrichstadt \| \| \| \| 64,520 \| Abzw Dresden Mitte W 8 \| Abzw Dresden Mitte W 8 \| \| \| 64,540 \| Stadtviadukt Dresden II (117 m) \| Stadtviadukt Dresden II (117 m) \| \| \| 64,616 \| EÜ Jahnstraße (25 m) \| EÜ Jahnstraße (25 m) \| \| \| 64,688 \| Dresden Mitte \| 117 m \| \| \| 64,890 \| EÜ Friedrichstraße (25 m) \| EÜ Friedrichstraße (25 m) \| \| \| 64,960 \| Stadtviadukt Dresden III (120 m) \| Stadtviadukt Dresden III (120 m) \| \| \| 65,030 \| EÜ Bundesstraße 6 (25 m) \| EÜ Bundesstraße 6 (25 m) \| \| \| 65,470 \| Elbebrücke (Eisenbahn-Marienbrücke; 472 m) \| Elbebrücke (Eisenbahn-Marienbrücke; 472 m) \| \| \| 65,960 \| EÜ Leipziger Straße (29 m) \| EÜ Leipziger Straße (29 m) \| \| \| 66,000 \| Stadtviadukt Dresden IV (40 m) \| Stadtviadukt Dresden IV (40 m) \| \| \| 66,069 \| EÜ Güterbahnhofstraße (16 m) \| EÜ Güterbahnhofstraße (16 m) \| \| \| 66,070 \| Abzw Dresden-Neustadt Stw 8/6 \| Abzw Dresden-Neustadt Stw 8/6 \| \| \| \| nach Abzw Dresden-Pieschen \| \| \| \| 66,170 \| Stadtviadukt Dresden V (80 m) \| Stadtviadukt Dresden V (80 m) \| \| \| 62,242 \| EÜ Bundesstraße 170 (31 m) \| EÜ Bundesstraße 170 (31 m) \| \| \| 66,333 \| Dresden-Neustadt \| 118 m \| \| \| \| nach Leipzig Hbf \| \| \| \| \| nach Görlitz \| \| |                                                                            |                                                                      |                                                                      |
| * Haltepunkt seit 2001/2002 an paralleler Bahnstrecke Pirna–Coswig |                                                                            |                                                                      |                                                                      |
| Strecke |                                                                            | von (Wien–) Praha Masarykovo n. (vorm. k.k. Nördl. Staatsbahn)       | von (Wien–) Praha Masarykovo n. (vorm. k.k. Nördl. Staatsbahn)       |
| Abzweig geradeaus, nach links und ehemals von links |                                                                            | nach Oldřichov u Duchcova (–Chomutov) (vorm. DBE)                    | nach Oldřichov u Duchcova (–Chomutov) (vorm. DBE)                    |
| Bahnhof | 0,548                                                                      | Děčín hlavní nádraží                                                 | 135 m                                                                |
| Abzweig geradeaus und nach rechts |                                                                            | nach Jedlová (vorm. BNB)                                             | nach Jedlová (vorm. BNB)                                             |
| Brücke | ~1,000                                                                     | EÜ Čs. Mládeže (15 m)                                                | EÜ Čs. Mládeže (15 m)                                                |
| Tunnel | 1,240                                                                      | Tunnel Ovčí stěna (Schäferwandtunnel; 279 m)                         | Tunnel Ovčí stěna (Schäferwandtunnel; 279 m)                         |
| Tunnel | 1,636                                                                      | Tunnel Červená skála (Rotbergtunnel; 149 m)                          | Tunnel Červená skála (Rotbergtunnel; 149 m)                          |
| Haltepunkt / Haltestelle | 1,985                                                                      | Děčín-Přípeř                                                         | Děčín-Přípeř                                                         |
| Abzweig geradeaus und von rechts |                                                                            | von (Wien–) Nymburk (vorm. ÖNWB)                                     | von (Wien–) Nymburk (vorm. ÖNWB)                                     |
| Bahnhof | 4,070                                                                      | Děčín-Prostřední Žleb                                                | 135 m                                                                |
| Haltepunkt / Haltestelle | 6,815                                                                      | Děčín-Čertova Voda                                                   | 135 m                                                                |
| Haltepunkt / Haltestelle | 9,280                                                                      | Dolní Žleb zastávka                                                  | Dolní Žleb zastávka                                                  |
| Brücke | 9,950                                                                      | Brücke Dolnožlebský potok                                            | Brücke Dolnožlebský potok                                            |
| Bahnhof | 10,350                                                                     | Dolní Žleb                                                           | 130 m                                                                |
| Brücke | 11,858                                                                     | Brücke Gelobtbach (13 m)                                             | Brücke Gelobtbach (13 m)                                             |
| Grenze | 11,859                                                                     | Staatsgrenze Tschechien–Deutschland (Systemtrennstelle 3 kV / 15 kV) | Staatsgrenze Tschechien–Deutschland (Systemtrennstelle 3 kV / 15 kV) |
| ehemaliger Dienststation / Betriebs- oder Güterbahnhof | 12,658                                                                     | Schöna Ldst                                                          | Schöna Ldst                                                          |
| Bahnhof | 13,870                                                                     | Schöna                                                               | 130 m                                                                |
| Haltepunkt / Haltestelle | 15,558                                                                     | Schmilka-Hirschmühle früher Hirschmühle                              | 130 m                                                                |
| Brücke | 16,306                                                                     | Brücke Hirschgrund (83 m)                                            | Brücke Hirschgrund (83 m)                                            |
| ehemalige Blockstelle | 17,060                                                                     | Bk Hirschmühle                                                       | Bk Hirschmühle                                                       |
| Dienststation / Betriebs- oder Güterbahnhof | 20,090                                                                     | Bad Schandau Ost                                                     | 130 m                                                                |
| Brücke | 20,556                                                                     | EÜ Bächelweg (20 m)                                                  | EÜ Bächelweg (20 m)                                                  |
| Brücke über Wasserlauf | 20,622                                                                     | Brücke Krippenbach (22 m)                                            | Brücke Krippenbach (22 m)                                            |
| Haltepunkt / Haltestelle | 21,196                                                                     | Krippen bis 1877 Schandau                                            | 129 m                                                                |
| Strecke mit Straßenbrücke |                                                                            | Staatsstraße 169                                                     | Staatsstraße 169                                                     |
| Bahnhof | 22,760                                                                     | Bad Schandau                                                         | 126 m                                                                |
| Abzweig geradeaus und nach rechts |                                                                            | nach Bautzen                                                         | nach Bautzen                                                         |
| Strecke mit Straßenbrücke |                                                                            | SÜ Bad Schandau (Bundesstraße 172)                                   | SÜ Bad Schandau (Bundesstraße 172)                                   |
| ehemaliger Dienststation / Betriebs- oder Güterbahnhof | 26,370                                                                     | Königstein (Sächs Schweiz)                                           | 127 m                                                                |
| Haltepunkt / Haltestelle | 27,668                                                                     | Königstein (Sächs Schweiz) Hp                                        | 127 m                                                                |
| Brücke über Wasserlauf | 27,927                                                                     | Brücke Bielabach (26 m)                                              | Brücke Bielabach (26 m)                                              |
| Brücke | 27,955                                                                     | Viadukt Königstein (470 m)                                           | Viadukt Königstein (470 m)                                           |
| Brücke | 28,617                                                                     | EÜ Elbstraße (11 m)                                                  | EÜ Elbstraße (11 m)                                                  |
| Brücke | 29,770                                                                     | Brücke Behnebach (20 m)                                              | Brücke Behnebach (20 m)                                              |
| Überleitstelle / Spurwechsel | 31,120                                                                     | Königstein (Sächs Schweiz) Üst                                       | Königstein (Sächs Schweiz) Üst                                       |
| ehemalige Blockstelle | 31,450                                                                     | Bk Strand                                                            | Bk Strand                                                            |
| Bahnhof | 33,860                                                                     | Kurort Rathen (Kr Pirna)                                             | 127 m                                                                |
| ehemalige Blockstelle | 36,940                                                                     | Bk Basteiblick                                                       | Bk Basteiblick                                                       |
| Haltepunkt / Haltestelle | 37,059                                                                     | Stadt Wehlen (Sachs)                                                 | 125 m                                                                |
| ehemalige Blockstelle | 38,800                                                                     | Bk Zeichen                                                           | Bk Zeichen                                                           |
| Haltepunkt / Haltestelle | 40,622                                                                     | Obervogelgesang (Kr Pirna)                                           | 125 m                                                                |
| ehemalige Blockstelle | 42,800                                                                     | Bk Posta                                                             | Bk Posta                                                             |
| Brücke | 43,726                                                                     | EÜ Ziegelstraße (11 m)                                               | EÜ Ziegelstraße (11 m)                                               |
| Brücke | 44,022                                                                     | EÜ (10 m)                                                            | EÜ (10 m)                                                            |
| Brücke | 44,624                                                                     | EÜ Dohnaische Straße (16 m)                                          | EÜ Dohnaische Straße (16 m)                                          |
| ehemaliger Bahnhof | 45,000                                                                     | Pirna bis 1875                                                       | 120 m                                                                |
| Kreuzung geradeaus unten |                                                                            | Stadtbrücke Pirna mit Bahnstrecke Kamenz–Pirna                       | Stadtbrücke Pirna mit Bahnstrecke Kamenz–Pirna                       |
| Abzweig geradeaus und von links |                                                                            | nach Kamenz (Sachs)                                                  | nach Kamenz (Sachs)                                                  |
| Bahnhof | 45,440                                                                     | Pirna seit 1875                                                      | 118 m                                                                |
| Abzweig geradeaus und nach rechts |                                                                            | S-Bahnstrecke nach Dresden-Neustadt                                  | S-Bahnstrecke nach Dresden-Neustadt                                  |
| Abzweig geradeaus, ehemals nach links und ehemals von links |                                                                            | nach Gottleuba                                                       | nach Gottleuba                                                       |
| Brücke über Wasserlauf | 45,892                                                                     | Gottleubabrücke (18 m)                                               | Gottleubabrücke (18 m)                                               |
| Strecke mit Straßenbrücke |                                                                            | SÜ Sachsenbrücke (Staatsstraße 177)                                  | SÜ Sachsenbrücke (Staatsstraße 177)                                  |
| Dienststation / Betriebs- oder Güterbahnhof | 46,100                                                                     | Pirna Gbf                                                            | 118 m                                                                |
| Abzweig geradeaus und ehemals nach links |                                                                            | Industriestammgleis nach Dresden-Reick                               | Industriestammgleis nach Dresden-Reick                               |
| Brücke | 47,180                                                                     | EÜ Kahrenweg (10 m)                                                  | EÜ Kahrenweg (10 m)                                                  |
| Kreuzung geradeaus unten (Querstrecke außer Betrieb) |                                                                            | Industriestammgleis Pirna–Dresden-Reick                              | Industriestammgleis Pirna–Dresden-Reick                              |
| ehemaliger Haltepunkt / Haltestelle | 47,960                                                                     | Heidenau-Großsedlitz*                                                | 120 m                                                                |
| ehemalige Blockstelle | 48,760                                                                     | Bk Sedlitz                                                           | Bk Sedlitz                                                           |
| ehemalige Blockstelle | 49,420                                                                     | Bk Heidenau                                                          | Bk Heidenau                                                          |
| Brücke | 49,438                                                                     | EÜ Geschwister-Scholl-Straße (14 m)                                  | EÜ Geschwister-Scholl-Straße (14 m)                                  |
| ehemaliger Haltepunkt / Haltestelle | 49,960                                                                     | Heidenau Süd*                                                        | 121 m                                                                |
| Brücke | 49,988                                                                     | EÜ Dohnaer Straße (13 m)                                             | EÜ Dohnaer Straße (13 m)                                             |
| Brücke über Wasserlauf | 50,196                                                                     | Müglitzbrücke (53 m)                                                 | Müglitzbrücke (53 m)                                                 |
| Brücke | 50,330                                                                     | EÜ Mühlenstraße (13 m)                                               | EÜ Mühlenstraße (13 m)                                               |
| Abzweig geradeaus und ehemals von links |                                                                            | Industriestammgleis von Pirna                                        | Industriestammgleis von Pirna                                        |
| Brücke | 51,118                                                                     | EÜ August-Bebel-Straße (39 m)                                        | EÜ August-Bebel-Straße (39 m)                                        |
| Abzweig geradeaus und von links |                                                                            | von Kurort Altenberg (Erzgeb)                                        | von Kurort Altenberg (Erzgeb)                                        |
| Bahnhof | 51,232                                                                     | Heidenau früher Mügeln (b Pirna)                                     | 120 m                                                                |
| Abzweig geradeaus und ehemals nach links | 52,445                                                                     | Elbgeländebahn                                                       | Elbgeländebahn                                                       |
| Abzweig geradeaus und ehemals nach rechts |                                                                            | Industriestammgleis nach Dresden-Reick                               | Industriestammgleis nach Dresden-Reick                               |
| Brücke | 52,574                                                                     | EÜ Sporbitzer Straße (11 m)                                          | EÜ Sporbitzer Straße (11 m)                                          |
| ehemaliger Haltepunkt / Haltestelle | 52,660                                                                     | Dresden-Zschachwitz*                                                 | 121 m                                                                |
| Brücke | 53,395                                                                     | EÜ Kleinlugaer Straße (12 m)                                         | EÜ Kleinlugaer Straße (12 m)                                         |
| Dienststation / Betriebs- oder Güterbahnhof | 54,000                                                                     | Dresden-Niedersedlitz Güteranlage                                    | Dresden-Niedersedlitz Güteranlage                                    |
| Brücke über Wasserlauf | 54,107                                                                     | Brücke Lockwitzbach (10 m)                                           | Brücke Lockwitzbach (10 m)                                           |
| Brücke | 54,161                                                                     | EÜ Bahnhofstraße (17 m)                                              | EÜ Bahnhofstraße (17 m)                                              |
| ehemaliger Bahnhof | 54,220                                                                     | Dresden-Niedersedlitz*                                               | 122 m                                                                |
| Brücke | 54,891                                                                     | EÜ Reisstraße (34 m)                                                 | EÜ Reisstraße (34 m)                                                 |
| Brücke | 56,173                                                                     | EÜ Moränenende (34 m)                                                | EÜ Moränenende (34 m)                                                |
| ehemaliger Haltepunkt / Haltestelle | 56,300                                                                     | Dresden-Dobritz*                                                     | 121 m                                                                |
| Kreuzung geradeaus unten (Querstrecke außer Betrieb) |                                                                            | Industriestammgleis Pirna–Dresden-Reick                              | Industriestammgleis Pirna–Dresden-Reick                              |
| Abzweig geradeaus und ehemals von links |                                                                            | Industriestammgleis von Pirna                                        | Industriestammgleis von Pirna                                        |
| Brücke | 56,940                                                                     | EÜ Seidnitzer Weg (11 m)                                             | EÜ Seidnitzer Weg (11 m)                                             |
| ehemaliger Bahnhof | 57,636                                                                     | Dresden-Reick*                                                       | 121 m                                                                |
| Dienststation / Betriebs- oder Güterbahnhof | 57,800                                                                     | Dresden-Reick Abstellbahnhof                                         | 121 m                                                                |
| Brücke | 57,823                                                                     | EÜ Lohrmannstraße (18 m)                                             | EÜ Lohrmannstraße (18 m)                                             |
| Brücke | 59,499                                                                     | EÜ Rayskistraße (28 m)                                               | EÜ Rayskistraße (28 m)                                               |
| ehemaliger Haltepunkt / Haltestelle | 60,140                                                                     | Dresden-Strehlen*                                                    | 123 m                                                                |
| Brücke | 60,457                                                                     | EÜ Franz-Liszt-Straße (22 m)                                         | EÜ Franz-Liszt-Straße (22 m)                                         |
| ehemaliger Haltepunkt / Haltestelle | ~60,500                                                                    | Dresden-Strehlen Königsbf (1897)                                     | Dresden-Strehlen Königsbf (1897)                                     |
| Brücke | 61,088                                                                     | EÜ Staatsstraße 172 (28 m)                                           | EÜ Staatsstraße 172 (28 m)                                           |
| Brücke | 61,496                                                                     | EÜ Franklinstraße (20 m)                                             | EÜ Franklinstraße (20 m)                                             |
| Brücke | 61,844                                                                     | EÜ Uhlandstraße (20 m)                                               | EÜ Uhlandstraße (20 m)                                               |
| Brücke | 62,011                                                                     | EÜ Andreas-Schubert-Straße (24 m)                                    | EÜ Andreas-Schubert-Straße (24 m)                                    |
| Brücke | 62,097                                                                     | Bahnbögen Dresden Hbf Ostseite (92 m)                                | Bahnbögen Dresden Hbf Ostseite (92 m)                                |
| Brücke | 62,328                                                                     | EÜ Bundesstraße 170 (55 m)                                           | EÜ Bundesstraße 170 (55 m)                                           |
| Bahnhof | 62,490                                                                     | Dresden Hbf                                                          | 117 m                                                                |
| Strecke mit Straßenbrücke |                                                                            | SÜ Budapester Straße (Bundesstraße 173)                              | SÜ Budapester Straße (Bundesstraße 173)                              |
| Abzweig geradeaus und nach links |                                                                            | nach Abzw Werdau Bogendreieck                                        | nach Abzw Werdau Bogendreieck                                        |
| Brücke | 63,617                                                                     | EÜ Rosenstraße (17 m)                                                | EÜ Rosenstraße (17 m)                                                |
| Abzweig geradeaus und von links |                                                                            | Verbindungskurve von Dresden-Altstadt                                | Verbindungskurve von Dresden-Altstadt                                |
| Blockstelle | 63,800                                                                     | Dresden Freiberger Straße                                            | Dresden Freiberger Straße                                            |
| Brücke | 63,870                                                                     | EÜ Freiberger Straße (19 m)                                          | EÜ Freiberger Straße (19 m)                                          |
| Blockstelle | 63,928                                                                     | Abzw Dresden Mitte W 1                                               | Abzw Dresden Mitte W 1                                               |
| Abzweig geradeaus und nach links |                                                                            | Verbindungskurve nach Dresden-Friedrichstadt                         | Verbindungskurve nach Dresden-Friedrichstadt                         |
| Brücke | 64,225                                                                     | Stadtviadukt Dresden I (163 m)                                       | Stadtviadukt Dresden I (163 m)                                       |
| Abzweig geradeaus und von links |                                                                            | Verbindungskurve von Dresden-Friedrichstadt                          | Verbindungskurve von Dresden-Friedrichstadt                          |
| Blockstelle | 64,520                                                                     | Abzw Dresden Mitte W 8                                               | Abzw Dresden Mitte W 8                                               |
| Brücke | 64,540                                                                     | Stadtviadukt Dresden II (117 m)                                      | Stadtviadukt Dresden II (117 m)                                      |
| Brücke | 64,616                                                                     | EÜ Jahnstraße (25 m)                                                 | EÜ Jahnstraße (25 m)                                                 |
| Bahnhof | 64,688                                                                     | Dresden Mitte                                                        | 117 m                                                                |
| Brücke | 64,890                                                                     | EÜ Friedrichstraße (25 m)                                            | EÜ Friedrichstraße (25 m)                                            |
| Brücke | 64,960                                                                     | Stadtviadukt Dresden III (120 m)                                     | Stadtviadukt Dresden III (120 m)                                     |
| Brücke | 65,030                                                                     | EÜ Bundesstraße 6 (25 m)                                             | EÜ Bundesstraße 6 (25 m)                                             |
| Brücke über Wasserlauf | 65,470                                                                     | Elbebrücke (Eisenbahn-Marienbrücke; 472 m)                           | Elbebrücke (Eisenbahn-Marienbrücke; 472 m)                           |
| Brücke | 65,960                                                                     | EÜ Leipziger Straße (29 m)                                           | EÜ Leipziger Straße (29 m)                                           |
| Brücke | 66,000                                                                     | Stadtviadukt Dresden IV (40 m)                                       | Stadtviadukt Dresden IV (40 m)                                       |
| Brücke | 66,069                                                                     | EÜ Güterbahnhofstraße (16 m)                                         | EÜ Güterbahnhofstraße (16 m)                                         |
| Blockstelle | 66,070                                                                     | Abzw Dresden-Neustadt Stw 8/6                                        | Abzw Dresden-Neustadt Stw 8/6                                        |
| Abzweig geradeaus und nach links |                                                                            | nach Abzw Dresden-Pieschen                                           | nach Abzw Dresden-Pieschen                                           |
| Brücke | 66,170                                                                     | Stadtviadukt Dresden V (80 m)                                        | Stadtviadukt Dresden V (80 m)                                        |
| Brücke | 62,242                                                                     | EÜ Bundesstraße 170 (31 m)                                           | EÜ Bundesstraße 170 (31 m)                                           |
| Bahnhof | 66,333                                                                     | Dresden-Neustadt                                                     | 118 m                                                                |
| Abzweig geradeaus und nach links |                                                                            | nach Leipzig Hbf                                                     | nach Leipzig Hbf                                                     |
| Strecke |                                                                            | nach Görlitz                                                         | nach Görlitz                                                         |

Die Bahnstrecke Děčín–Dresden-Neustadt (auch Elbtalbahn) ist eine zweigleisige, elektrifizierte Hauptbahn in Tschechien und Sachsen. Die einst als Sächsisch-Böhmische Staatseisenbahn erbaute Strecke ist Teil der Fernverbindung Prag–Dresden und gehört zu den wichtigsten europäischen Eisenbahnmagistralen. Sie verläuft im Elbtal von Děčín (Tetschen) über Bad Schandau und Pirna nach Dresden. Mit einer Höhe von rund 130 Meter über NHN ist sie an der tschechisch-deutschen Staatsgrenze die am niedrigsten gelegene Eisenbahnstrecke der Tschechischen Republik.
Die Bahnstrecke Děčín–Dresden ist Teil der Transeuropäischen Netze als Strecke Nr. 22 (Athen – Sofia – Budapest – Wien – Prag – Nürnberg/Dresden), ihr Ausbau wurde in den Jahren 2000 bis 2006 mit elf Millionen Euro aus dem EFRE-Bundesprogramm gefördert. Die Strecke ist ferner der nördlichste Abschnitt des Paneuropäischen Eisenbahnkorridors IV, dessen Hauptstrang von Dresden bis Istanbul reicht. Die Strecke ist gleichzeitig die einzige elektrifizierte Strecke, die Deutschland unmittelbar mit Tschechien verbindet. Darüber hinaus ist sie die kürzeste Eisenbahnverbindung des Binnenstaates Tschechien an die Nordseehäfen, welche einen erheblichen Teil der Übersee-Exporte der tschechischen Industrie abwickeln. Direkte Eurocity-Züge verbinden über die Elbtalbahn Berlin mit Prag, einzelne Verbindungen mit Wien und Budapest. Auf deutscher Seite werden einige Züge über Berlin heraus bis Hamburg durchgebunden.

## Geschichte

### Vorgeschichte und Bau
Schon bei der Projektierung der ersten deutschen Fernbahn Leipzig–Dresden gab es erste Pläne, die Strecke später weiter nach Süden fortzusetzen. Bereits in der Konzessionurkunde vom 6. Mai 1835 wurde der Leipzig-Dresdner Eisenbahn-Compagnie (LDE) das Recht zum Weiterbau bis zur sächsisch-böhmischen Grenze zugesprochen. Das Königreich Sachsen favorisierte anfangs eine Linie durch die Oberlausitz über Zittau und Reichenberg, die Berlin und Wien auf kürzestem Wege miteinander verbinden sollte. Die technischen Schwierigkeiten bei der Querung des Jeschkengebirges ließen dieses Projekt letztlich scheitern.

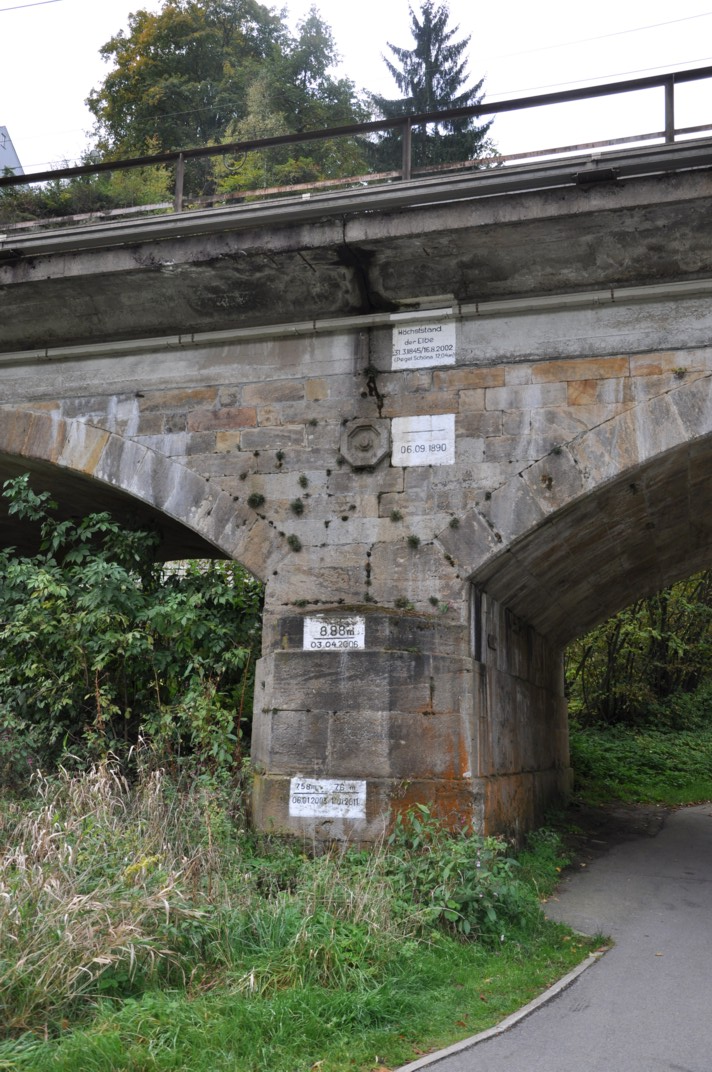
Pegelmarken am Viadukt Hirschgrund: Die Schienenoberkante liegt „drei Fuß österreichisches Maß“ über dem Hochwasserstand vom 31. März 1845

Das Kaisertum Österreich bevorzugte jedoch von vornherein eine Linie entlang von Moldau und Elbe, wo nur geringe topografische Schwierigkeiten zu erwarten waren. Bereits im Mai 1840 begannen erste Vermessungsarbeiten an der Trasse im Elbtal. Diese Trassenführung wurde am 9. August 1842 in einem Staatsvertrag mit Sachsen vereinbart. Vertraglich festgeschrieben war eine Fertigstellung der Strecke innerhalb von acht Jahren. Die LDE als Konzessionsinhaber sah sich jedoch außerstande, den Bau auf eigene Kosten auszuführen. In dieser Situation begann der sächsische Staat selbst mit den Vorarbeiten zum Streckenbau. Am 1. Dezember 1845 fand auf dem Gelände des heutigen Dresdner Hauptbahnhofes der offizielle Erste Spatenstich statt. Im Elbtal konzipierte man eine Trasse, die „drei Fuß österreichisches Maß“ über dem Pegel des bislang höchsten Hochwassers vom März 1845 liegen sollte.
Am 31. Juli 1848 wurde der erste Abschnitt zwischen Pirna und Dresden mit einem Festzug eröffnet. Ab 1. August 1848 verkehrten täglich vier Zugpaare. Die Gesamtstrecke Bodenbach–Dresden wurde erstmals am 6. April 1851 befahren, nachdem die Züge am 9. Mai 1850 erstmals Königstein und am 9. Juni 1850 Krippen erreicht hatten. Den Betrieb führte die Königliche Direktion der Sächsisch-Böhmischen Staatseisenbahn auf Rechnung des sächsischen Staates aus. Der Streckenabschnitt von Bodenbach bis zur Landesgrenze war jedoch formell Teil der von Österreich gebauten k.k. Nördlichen Staatsbahn. Eine „Übereinkunft zwischen der kaiserlich österreichischen und der königlich-sächsischen Regierung“ vom 31. Dezember 1850 regelte hier die Betriebsführung durch den sächsischen Staat. In diesem Vertrag wurde der Bahnhof Bodenbach als Wechselstation zwischen sächsischer und österreichischer Bahnverwaltung festgelegt. Als jährlicher Pachtzins wurden zwei Prozent vom eingesetzten Baukapital vereinbart.

### Der Bau der innerstädtischen Verbindungsbahn in Dresden
Bereits beim Bau der Sächsisch-Böhmischen Staatseisenbahn war auch deren Fortsetzung über die Elbe bis zum Schlesischen Bahnhof in Dresden vorgesehen gewesen. Am 26. August 1846 erfolgte der erste Spatenstich für die Elbquerung, die später zu Ehren der sächsischen Königin Marienbrücke getauft wurde. Die kombinierte Eisenbahn-Straßenbrücke wurde am 19. April 1852 mit einem Festzug in Betrieb genommen.

### Umgestaltung der Dresdner Eisenbahnanlagen ab 1892

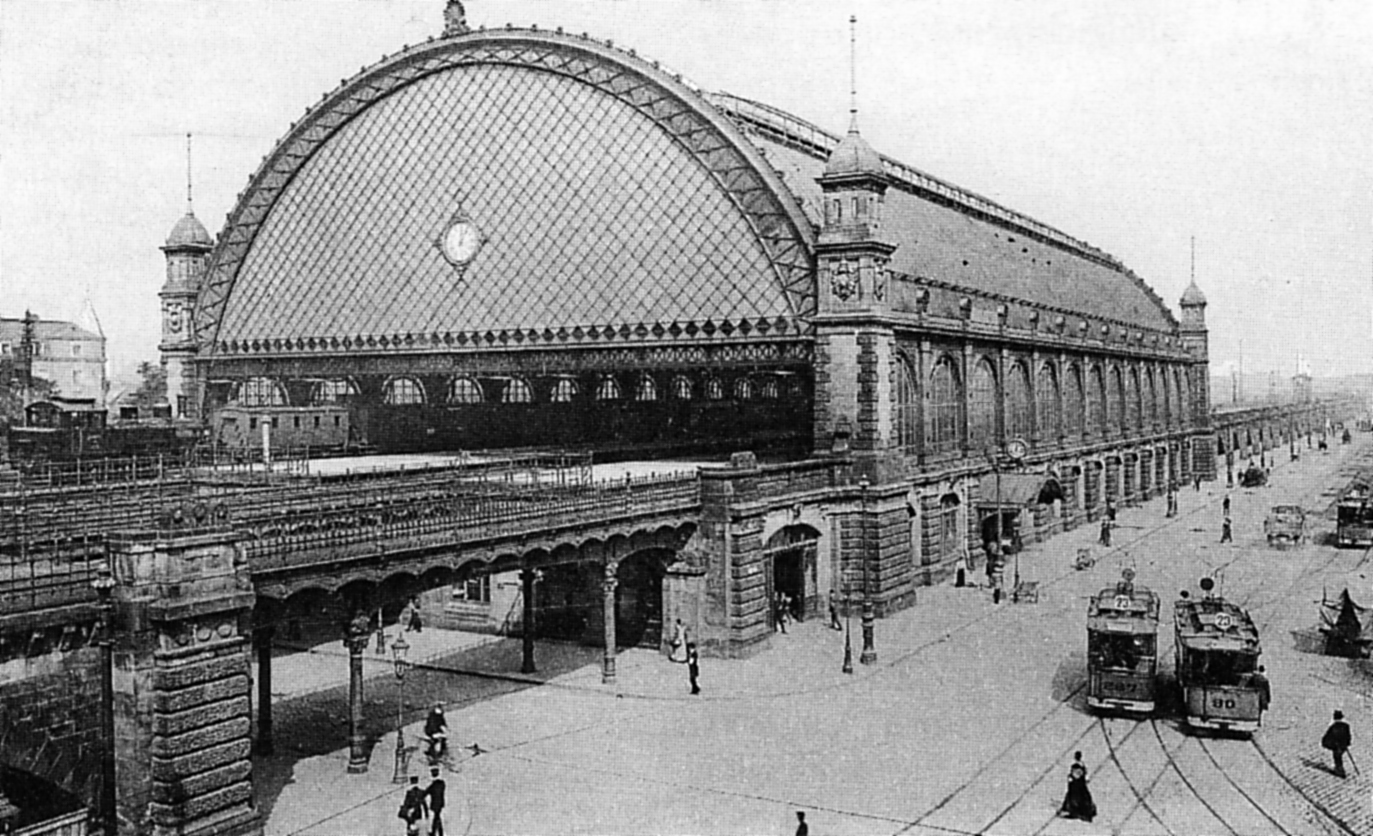
Bahnhof Wettiner Straße an der viergleisigen Verbindungsbahn (1908)

Ende des 19. Jahrhunderts genügten die Eisenbahnanlagen in Dresden nicht mehr dem steigenden Verkehrsaufkommen. Die ebenerdige Trassierung der Strecke im Stadtgebiet mit den vielen Bahnübergängen wurde als Hindernis für eine weitere Verkehrsentwicklung empfunden. Letztlich plante man einen kompletten Umbau der Dresdner Eisenbahnanlagen, der nicht nur einen viergleisigen Ausbau aller innerstädtischen Strecken, sondern auch eine Höherlegung der Gleise sowie den Neubau fast aller Dresdner Bahnhöfe und Haltepunkte mit einschloss. So war etwa anstelle des alten Böhmischen Bahnhofes der Neubau eines neuen Hauptbahnhofes vorgesehen.
Die Umbauarbeiten begannen am 25. April 1892 mit dem Bau der Südhalle des neuen Hauptbahnhofes, die im Juni 1895 fertiggestellt war. Nach Inbetriebnahme der neuen Anlagen wurde der alte Böhmische Bahnhof abgerissen. Eingeweiht wurde der Hauptbahnhof am 17. April 1898. Am 1. Mai 1898 begannen die Arbeiten am Bahnhof Dresden-Neustadt, der auf dem Gelände des Schlesischen Bahnhofes errichtet wurde. Am 1. März 1901 wurde die komplette viergleisige Trasse einschließlich der neuen Marienbrücke und des Bahnhofes Dresden-Neustadt in Betrieb genommen.

### Viergleisiger Ausbau zwischen Pirna und Dresden

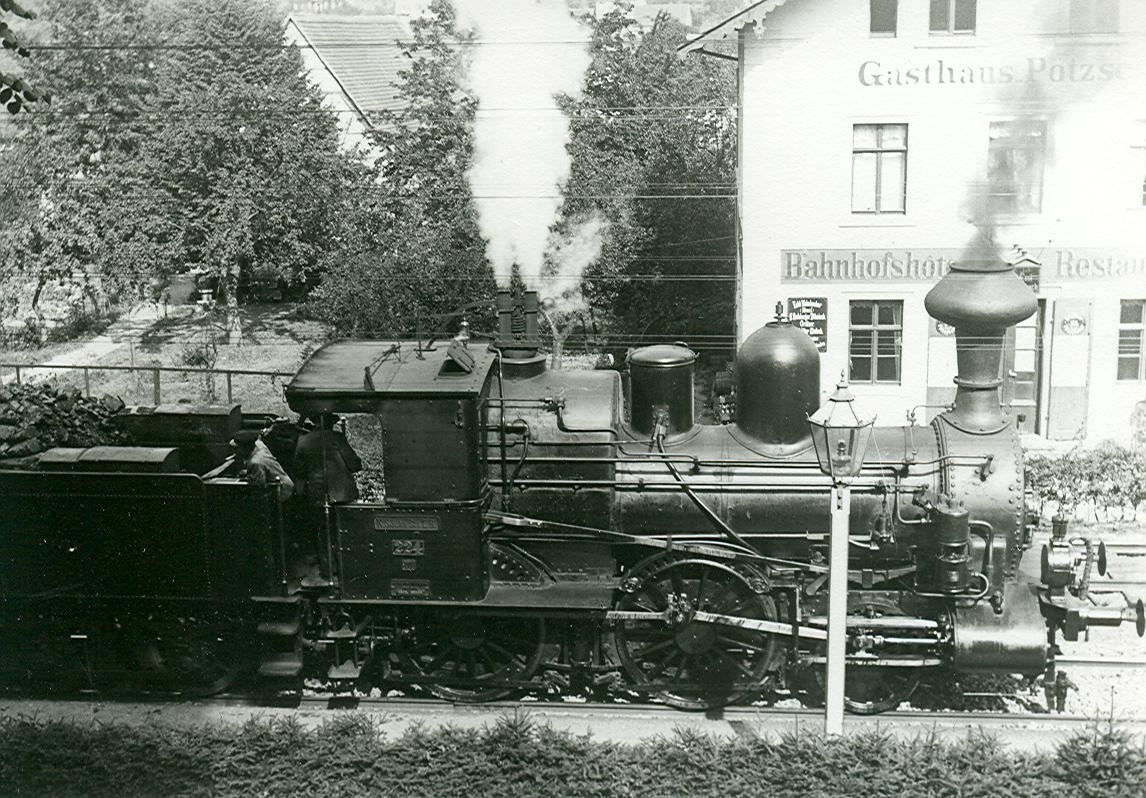
Eine sächsische IIIb in Pötzscha (heute Hp. Stadt Wehlen)

Teil der Umgestaltung der Dresdner Bahnanlagen war auch der weitere viergleisige Streckenausbau im Abschnitt Pirna–Dresden Hbf. Das Dekret Nr. 17 vom 9. Dezember 1895 schuf die rechtlichen Grundlagen für den Umbau zwischen Reick und Dresden, der umgehend begann. Zwischen Reick und Dresden Hbf ging die neue viergleisige Trasse einschließlich des neuerrichteten Haltepunkts Dresden-Strehlen am 3. Juli 1902 in Betrieb. Bis zum Ersten Weltkrieg wurde die Trasse zwischen Heidenau und dem neuen Personenhaltepunkt Dresden-Reick fertiggestellt. Der Abschnitt Pirna–Heidenau blieb zunächst unvollendet.
Nach dem Ersten Weltkrieg wurden die Arbeiten zunächst nicht wieder aufgenommen. Gründe hierfür war zum einen Finanzmangel und ein deutlich gesunkenes Verkehrsaufkommen im Güterverkehr. Erst Ende der 1920er Jahre wurden die Bauarbeiten sukzessive fortgesetzt. Am 11. Mai 1934 ging das dritte und vierte Gleis im Abschnitt Pirna–Heidenau in Betrieb.

### Im Betrieb der Deutschen Reichsbahn bis zum Ende des Zweiten Weltkrieges
Nach der Angliederung des Sudetenlandes an das Deutsche Reich zum 1. Oktober 1938 lag die gesamte Strecke auf deutschem Staatsgebiet. Die bislang üblichen Pass- und Zollkontrollen in Bodenbach entfielen.

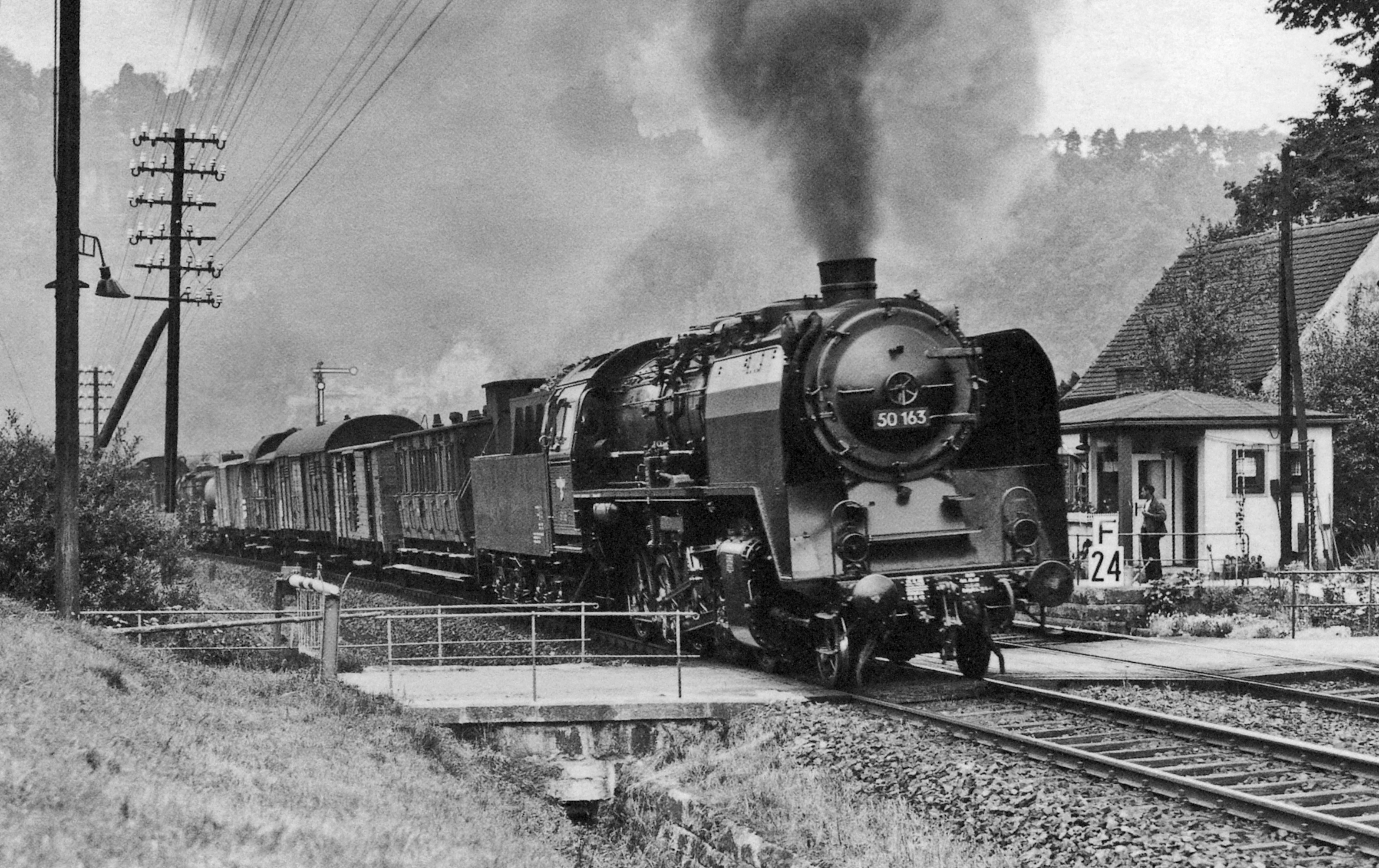
Güterzug bei Rathen (um 1943)

Im Sommerfahrplan 1939 verkehrten insgesamt 15 Personenzugpaare durchgehend zwischen Dresden und Bodenbach, von denen einige bis Lobositz durchgebunden wurden. Dazu kamen sonntags weitere Züge des Ausflugsverkehrs von und nach Bad Schandau. Zwischen Pirna und Dresden hielten diese Züge nicht. Die dortigen Halte wurden von den Vorortzügen Pirna–Meißen Triebischtal bedient. Internationale Schnellzüge verkehrten zwischen Berlin und Prag (D 64 / 65), Berlin und Wien (D 52 / 53) und Berlin und Bratislava (D 148 / 149). Dazu kamen weitere hochwertige Züge des Binnenverkehrs zwischen Berlin und Eger sowie Hamburg-Altona und Karlsbad.
Am 19. April 1945 bombardierten Verbände der US Army Air Forces den Eisenbahnknoten Pirna. Die Gleisanlagen wurden dabei so schwer beschädigt, dass der planmäßige Eisenbahnverkehr bis zum Kriegsende zum Erliegen kam.

### Neubeginn nach dem Zweiten Weltkrieg
Nach dem Ende des Zweiten Weltkriegs wurde der Abschnitt von der Staatsgrenze bis Bodenbach gemäß dem Potsdamer Abkommen von den Tschechoslowakischen Staatseisenbahnen (ČSD) übernommen. Die ČSD bediente ihren Streckenteil fortan mit eigenen Personenzügen. Alle Personenzüge von Dresden endeten im Bahnhof Schöna.
Am 20. Mai 1945 berieten deutsche und tschechische Eisenbahner über die Wiederaufnahme eines geregelten Bahnbetriebes über die wieder eingerichtete Staatsgrenze. Die erste offizielle Fahrplanbesprechung fand am 13. Juli 1945 statt. Im ersten Nachkriegsfahrplan von 1945 waren sechs Personenzugpaare zwischen Podmokly (Bodenbach) und Hřensko (Schöna-Herrnskretschen) verzeichnet, die wegen des nunmehr geringen Verkehrsaufkommens als Triebwagen verkehrten. In Schöna bestand dabei Anschluss an die DR-Züge nach Dresden. Ab 1947 gab es mit dem D 101/102 Beograd–Berlin auch wieder hochwertigen Fernverkehr. Bei allen Zügen fand die Pass- und Zollkontrolle in Schöna statt. Wegen der starken Zerstörungen in Dresden hatte der Zug dort seinen Verkehrshalt im weitgehend intakt gebliebenen Bahnhof Dresden-Neustadt. Güterzüge fuhren zunächst vor allem für den Bedarf der sowjetischen Besatzungsmacht. Transportiert wurden vor allem Reparationsgüter.
Im Laufe des Jahres 1946 wurden im deutschen Abschnitt zwischen Schöna und Dresden das zweite Gleis sowie die Fernbahngleise zwischen Pirna und Dresden als Reparation für die Sowjetunion abgebaut.

### Normalisierung und Wiederaufbau
Ein erstes „Vorläufiges Abkommen über die Durchführung des gegenseitigen Eisenbahnverkehrs für den Grenzübergang Prostřední Žleb–Bad Schandau“ trat am 1. August 1947 in Kraft. Es wurde 1952 durch das „Abkommen über die Durchführung des gegenseitigen Eisenbahnverkehrs für den Grenzübergang Děčín–Bad Schandau“ ersetzt. Mit diesem Vertrag wurde nunmehr der Bahnhof Bad Schandau zum Übergabebahnhof zwischen den beiden Bahnverwaltungen bestimmt.
Von Dresden ausgehend wurde das zweite Streckengleis ab 1949 wieder aufgebaut. Anlässlich Stalins Geburtstag – am 20. Dezember 1952 – wurde die wieder durchgehend zweigleisige Strecke offiziell in Betrieb genommen. Die ehemaligen Güterzuggleise zwischen Pirna und Dresden Hbf wurden nicht wieder verlegt, sämtlicher Zugverkehr wurde dort nun über die Personenzuggleise geleitet.
Am 23. Juli 1957 zerstörte ein Hochwasser der Gottleuba die Eisenbahnüberführung am Streckenkilometer 44,624. Die aus dem Erzgebirge kommenden Wassermassen hatten sich durch die Pirnaer Innenstadt gewälzt und die Brücke über die Dohnaische Straße aus den Widerlagern gerissen. Zwei Tage war die Strecke unterbrochen, bis eine Behelfsbrücke eingebaut und der Zugverkehr wieder aufgenommen werden konnte.
Als Neuerung wurde am 1. Juni 1959 der Wendezugbetrieb mit modernen Doppelstockzügen eingeführt.
Ab den 1950er Jahren wurden nach und nach auch wieder hochwertige Fernzüge über die Strecke geleitet. Ab 1954 nahm der bislang über Polen verkehrende Balt-Orient-Express (Bukarest–Stockholm) seinen Weg über die Elbtalbahn, gefolgt von Vindobona (Wien–Berlin; 1957) und Pannonia (Sofia–Berlin; 1959). Im Winterfahrplan 1969/70 gab es bereits zehn internationale Reisezugpaare.
| Name        | Zug-Nr.   | Laufweg                       | Bemerkung         |
| ----------- | --------- | ----------------------------- | ----------------- |
| Sanssouci   | D 50/53   | Wien–Berlin                   | Nachtzug          |
| Meridian    | D 51/52   | Beograd–Berlin–Saßnitz        |                   |
| Vindobona   | D 54/55   | Berlin–Wien                   | Schnelltriebwagen |
| Pannonia    | D 56/57   | Berlin–Sofia                  |                   |
| Balt-Orient | D 58/59   | Berlin–București              | —                 |
| Saxonia     | D 152/153 | Leipzig–Budapest (–Keszthely) | —                 |
| Hungaria    | D 154/155 | Berlin–Budapest               | Schnelltriebwagen |
| Metropol    | D 156/157 | Berlin–Budapest               | Nachtzug          |
| —           | D 158/159 | Warnemünde–Praha              | Nachtzug          |
| —           | D 356/357 | Berlin–Praha                  |                   |
| —           | D 352     | Berlin–Praha                  |                   |

Eine neue Situation im Reiseverkehr entstand mit der Einführung des visafreien Reiseverkehrs zwischen der DDR und der Tschechoslowakei ab dem 1. Januar 1972. Ab dem 29. Januar 1972 verkehrte erstmals seit 1945 wieder ein durchgehendes Personenzugpaar Dresden–Děčín. Gleichzeitig wurde auch ein Tagesschnellzug Dresden–Prag eingeführt, der insbesondere Tagesausflüglern den Besuch der tschechoslowakischen Hauptstadt ermöglichen sollte.
Zum 30. September 1973 wurde die Strecke von Pirna bis Dresden in den neuen Stadt- und Vorortverkehr (SV-Verkehr) integriert, dem Vorläufer der S-Bahn Dresden. Am 29. September 1974 folgte die Einbeziehung in den zugehörigen S-Tarif. In den Folgejahren war vorgesehen, die Strecke wieder viergleisig herzurichten und den SV-Verkehr in eine S-Bahn umzuwandeln. Dazu kam es jedoch vorerst nicht, allerdings wurden für die wiederaufzubauenden Ferngleise neue Brückenüberbauten eingebaut.

### Elektrifizierung
Die Elektrifizierung der nördlichen Teilstrecke zwischen Dresden Hauptbahnhof und dem Bahnhof Dresden-Neustadt wurde am 28. September 1969 als eine der ersten Teilmaßnahmen zur Elektrifizierung der Relation zwischen Dresden, Riesa und Leipzig in Betrieb genommen. Unter anderem wegen des für die Elektrifizierung nicht ausreichenden Lichtraumsprofils unter der Falkenbrücke wurde diese 1965 abgetragen. Ersatz für den Straßenverkehr zur Querung der Bahnanlagen wurde 1967 mit einer neuen Spannbetonbrücke im Zuge der Budapester Straße geschaffen.
Anfang der 1970er Jahre nahm der Güterverkehr auf der Elbtalbahn derartig zu, dass über verschiedene Maßnahmen zur Kapazitätserhöhung nachgedacht werden musste. Eines der Projekte war der Bau eines gemeinsamen neuen Grenzübergangsbahnhofes im tschechoslowakischen Boletice (an der Strecke von Nymburk nach Děčín) mit einer Kapazität von 40 Güterzügen je Richtung. Dieses Projekt scheiterte aus finanziellen Gründen. Stattdessen realisierte man die nötige Kapazitätserhöhung durch Ausbau der bestehenden Übergabebahnhöfe und durch eine Elektrifizierung und Modernisierung der Strecke.

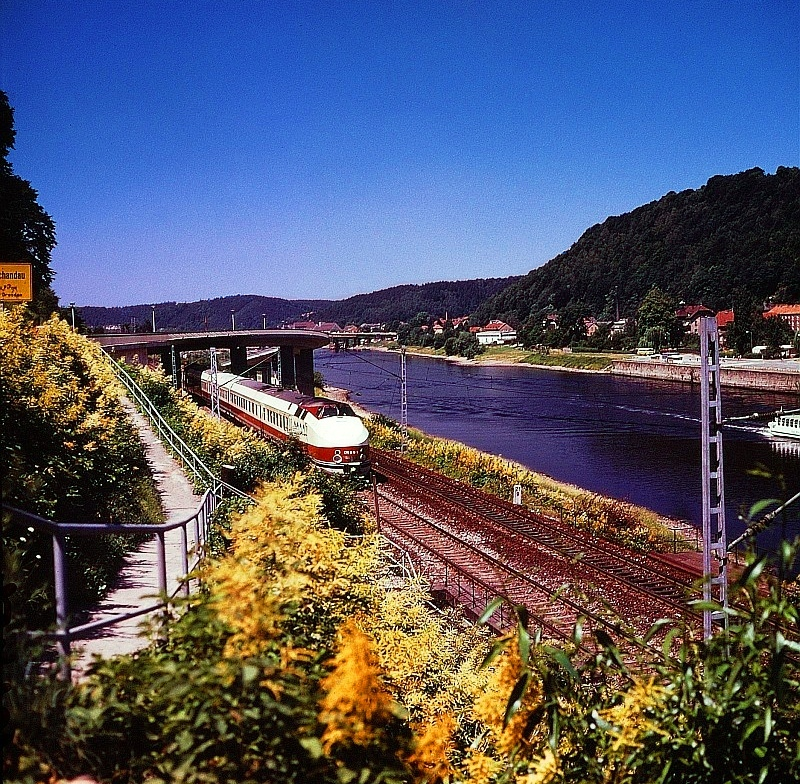
„Vindobona“ bei Bad Schandau (um 1978)

Die Bauarbeiten zur Elektrifizierung im Abschnitt Schöna–Dresden Hbf begannen im Jahr 1970 und dauerten bis 1976. Erstmals wurde auf dem Gebiet der DDR ein Teil der Masten und Quertragwerke mit einem Hubschrauber der Interflug eingeflogen. Dieses aufwendige Verfahren war durch die starke Streckenbelegung erforderlich, die kaum größere Sperrpausen zuließ. So konnte während der Bauarbeiten der Bahnbetrieb ungehindert weiterlaufen. Alle Bahnhöfe der Strecke erhielten neue Zentralstellwerke der Bauform GS II Sp 64b von WSSB. In Bad Schandau Ost, Bad Schandau, Heidenau und Dresden-Reick erbaute die tschechoslowakische Firma Elektrostav Bratislava neue Stellwerksgebäude, die durch ihre markanten Bauform zu einem Wahrzeichen der Elbtalbahn wurden. Zur Ausnutzung der höchstmöglichen Streckenkapazität gestattete der neu eingerichtete automatische Streckenblock auch das permissive Fahren. Damit war das Vorbeifahren an einem durch ein weiß-schwarz-weiß-schwarz-weißes Mastschild gekennzeichneten, Halt zeigenden Blocksignal ohne besonderen Auftrag auf Sicht erlaubt. Am 29. Mai 1976 wurde der elektrische Eisenbahnbetrieb mit einem Sonderzug von Dresden nach Bad Schandau eröffnet. Am 30. Juni 1980 wurde der Zugfunk eingeführt.

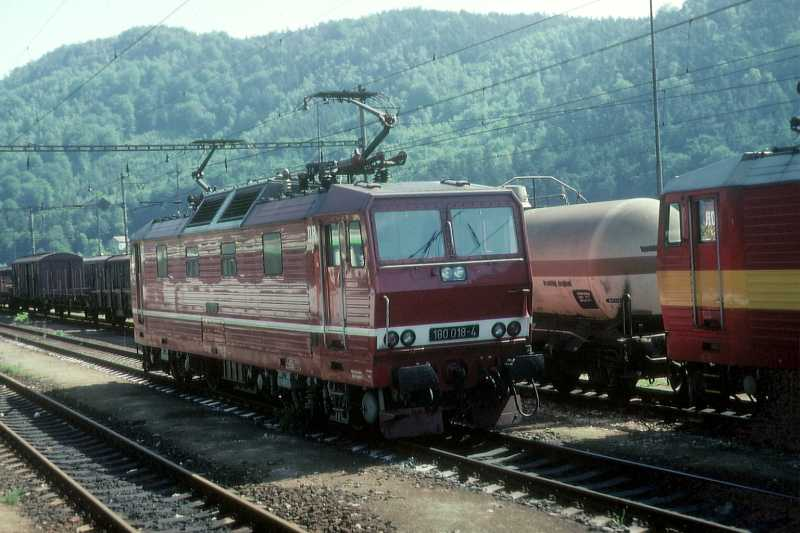
Zweisystemlokomotive Baureihe 230 der DR in Děčín-Prostřední Žleb (1993)

Der Lückenschluss des grenzüberschreitenden Abschnittes konnte erst über zehn Jahre später erfolgen. Problematisch war hier das direkte Zusammentreffen der verschiedenen Stromsysteme. In Deutschland ist eine Fahrdrahtwechselspannung von 15 Kilovolt mit einer Frequenz von 16,7 Hertz üblich, im Norden der Tschechoslowakei war dagegen mit 3 kV Gleichspannung elektrifiziert worden. Um die Strecke dennoch durchgehend im elektrischen Betrieb befahren zu können, mussten Zweisystemlokomotiven entwickelt werden. Auf dem kurzen deutschen Abschnitt Staatsgrenze–Schöna waren die Elektrifizierungsarbeiten am 15. Dezember 1986 abgeschlossen. Am 30. Dezember 1987 waren die Anlagen auch auf tschechoslowakischem Gebiet fertiggestellt. Im Jahr 1988 begannen die Versuchsfahrten mit dem Prototyp der Zweisystemlokomotive. Der fahrplanmäßige elektrische Zugverkehr mit diesen Fahrzeugen begann dann erst zum Fahrplanwechsel im Juni 1992. Vorher mussten Reise- und Güterzüge zwischen Bad Schandau bzw. Bad Schandau Ost und Děčín hl. n. mit Diesellokomotiven bespannt werden.
Ende der 1980er Jahre wies die Strecke Schöna–Dresden den dichtesten Fahrplan in ihrer Geschichte auf. Der Jahresfahrplan 1988/89 verzeichnete 16 internationale Schnellzüge. Die Vorortzüge der Relation Schöna–Meißen Triebischtal verkehrten im angenäherten Stundentakt, verstärkt durch weitere Züge des Berufs- und Ausflugsverkehrs. Während der Touristensaison im Sommerhalbjahr war der Fahrplan teilweise zu einem Halbstundentakt verdichtet. Im S-Bahn-Tarifgebiet zwischen Pirna und Dresden-Neustadt bestand im Berufsverkehr teilweise auch ein Viertelstundentakt. Zwischen Bad Schandau und Dresden Hbf fuhren bis zu 31 Personenzugpaare täglich.

### Bedeutungswandel nach 1990

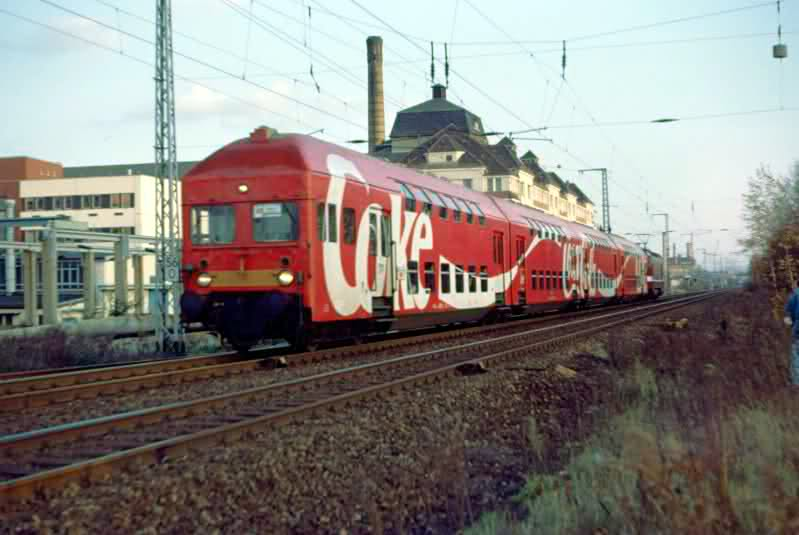
S-Bahn mit Ganzwerbung („Coladose“) bei Dresden-Dobritz (um 1991)

Mit der politischen Wende in den ehemals sozialistischen Staaten in Mittel- und Südosteuropa kam es zu einer vorher für unvorstellbar gehaltenen Verlagerung der Güterverkehrsströme von der Bahn zum Straßenverkehr. Resultat dieser Entwicklung war eine Überlastung der wenigen grenzüberschreitenden Fernstraßen zwischen Sachsen und Böhmen. Allein am Grenzübergang Zinnwald (Bundesstraße 170) wurden 1993 täglich durchschnittlich 820 Lastkraftwagen abgefertigt. An einzelnen Tagen fuhren bis zu 2000 Lastkraftwagen über die Grenze. Die Belastung der Anwohner mit Lärm und Abgasen erreichte dort ein unerträgliches Ausmaß. In dieser Situation untersuchte die Sächsische Staatsregierung alternative Transportmöglichkeiten, zumal der (später realisierte) Bau einer Autobahn zwischen Dresden und Prag noch in weiter Ferne lag. Nachdem man eine Beförderung der LKW mit dem Binnenschiff verworfen hatte, favorisierte man schließlich eine sogenannte „Rollende Landstraße“ (RoLa), bei der die LKW samt Fahrer auf Eisenbahnwagen verladen werden. Angedacht war zunächst eine Streckenführung von Lovosice (vorläufiges Ende der Autobahn von Prag) nach Deutschenbora (Autobahndreieck Nossen). Letztlich waren die nötigen Investitionen für ein Terminal am Bahnhof Deutschenbora zu hoch, so dass schließlich Dresden-Friedrichstadt als Endpunkt auf deutscher Seite ausgewählt wurde. Ab dem 25. September 1994 verkehrten täglich zehn RoLa-Züge in beiden Richtungen, die jeweils bis zu 23 LKW transportieren konnten. Nach dem EU-Beitritt Tschechiens am 1. Mai 2004 sank die Auslastung der Rollenden Landstraße infolge der weggefallenen Grenzkontrollen auf ein Minimum und das Angebot wurde eingestellt.
Eine ähnliche Entwicklung vollzog sich im Reiseverkehr. Die Zahl der internationalen Fernzüge sank von 16 im Jahresfahrplan 1988/89 auf nur noch acht im Jahresfahrplan 1999. Ursächlich waren hier vor allem veränderte Reisegewohnheiten, als auch die höhere Autobesitzquote. Moderat blieb hingegen der Rückgang im Nahverkehr. Die geringere Streckenbelastung ermöglichte nun sogar die Einführung eines festen Taktfahrplanes für die nunmehr zur S-Bahn aufgestuften Nahverkehrszüge der Linie Schöna–Meißen Triebischtal. Ab 1993 verkehrten diese Züge in einem durchgängigen Halbstundentakt. Hingegen wurde der grenzüberschreitende Nahverkehrszug von Dresden nach Děčín kaum noch genutzt. Zwischenzeitlich bis Ústí nad Labem verlängert, wurde der Zuglauf schließlich Mitte der 1990er Jahre ganz aufgegeben.
Am 1. Januar 1993 ging der tschechische Abschnitt im Zuge der Auflösung der Tschechoslowakei an die neu gegründeten České dráhy (ČD) über. Seit 2003 gehört er zum Netz des staatlichen Infrastrukturbetreibers Správa železniční dopravní cesty (SŽDC).

### Elbehochwasser 2002

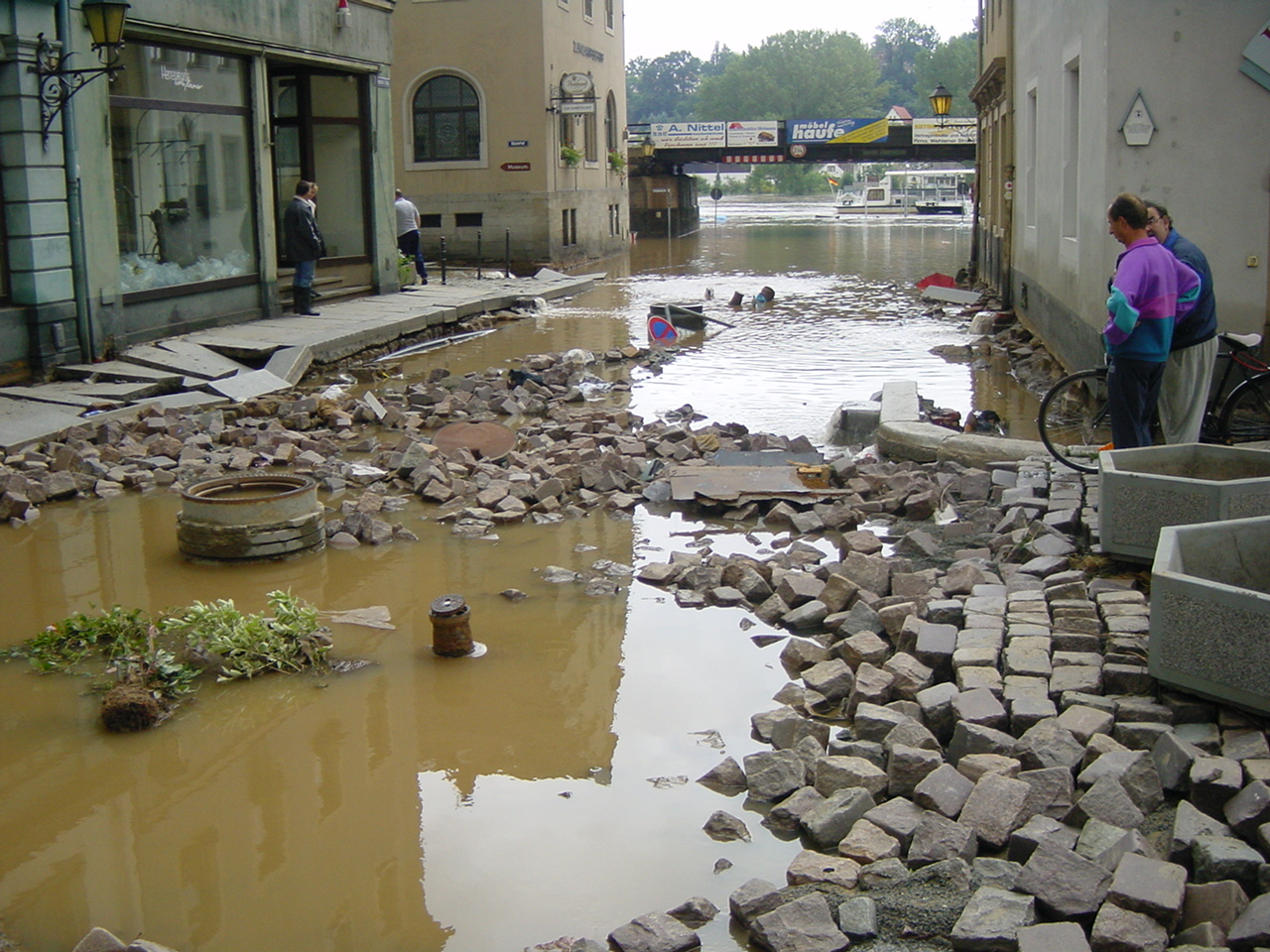
Hochwasserschäden in Pirna, im Hintergrund die Eisenbahnbrücke über die Dohnaische Straße

Eine Vb-Wetterlage mit ergiebigen Regenfällen am 12. und 13. August 2002 verursachte in Sachsen und dem angrenzenden Böhmen ein Hochwasserereignis, das als Jahrhundertflut bekanntgeworden ist. Ab den Morgenstunden des 13. August überflutete die Weißeritz Teile des Dresdner Hauptbahnhofes, sodass dort nur kurzzeitig noch ein eingeschränkter Zugverkehr möglich war. Weitaus größere Schäden verursachte aber das Wasser der Elbe, deren Pegel am 16. August den Höchststand von über zwölf Metern am Pegel Schöna erreichte. Der Zugverkehr war zu diesem Zeitpunkt bereits wegen der Überflutung von Gleisen und Anlagen im Knoten Dresden eingestellt worden.
Der gesamte Güterverkehr wurde über die Eisenbahngrenzübergänge Ebersbach–Rumburk und Bad Brambach–Vojtanov geführt. Der Personenfernverkehr war hingegen komplett eingestellt. Ein Schienenersatzverkehr über die Staatsgrenze konnte nicht eingerichtet werden, da die zu nutzenden Straßen, wie die Bundesstraße 170, ebenfalls unbefahrbar waren. Erst im Oktober 2002 konnte nach Behebung der größten Schäden wieder ein eingeschränkter Zugverkehr aufgenommen werden.

### Streckenausbau und Bau der S-Bahn-Strecke Pirna–Dresden-Neustadt
Am 7. Juni 1995 schlossen Deutschland, Tschechien und Österreich ein Abkommen zum Ausbau der Strecke zwischen Dresden, Prag und Wien. In Umsetzung dieses Abkommens wurden zwischen Pirna und Dresden die 1946 als Reparationsleistungen abgebauten Fernbahngleise für eine Höchstgeschwindigkeit von 160 Kilometer pro Stunde wieder aufgebaut. Die bisherigen Stammgleise wurden grundlegend erneuert und in die eigenständige Bahnstrecke Pirna–Coswig integriert. Alle S-Bahn-Haltepunkte wurden an diese Strecke verlegt. Dieser Ausbau wurde bis zum 12. Dezember 2004 abgeschlossen, damit wurde nach 58 Jahren wieder eine Viergleisigkeit zwischen Pirna und Dresden erreicht.
Seit dem Abschluss der Ausbaumaßnahmen Ende 2004 verkehrt zwischen Pirna und Dresden eine zweite S-Bahnlinie (S2: Pirna–Dresden Flughafen) im Halbstundentakt. Gemäß dem Verkehrskonzept 1994 war von Heidenau bis Dresden ein 7,5-Minuten-Takt vorgesehen, dieser wurde aber aus finanziellen Gründen nicht realisiert.

### Aktuelle Entwicklungen

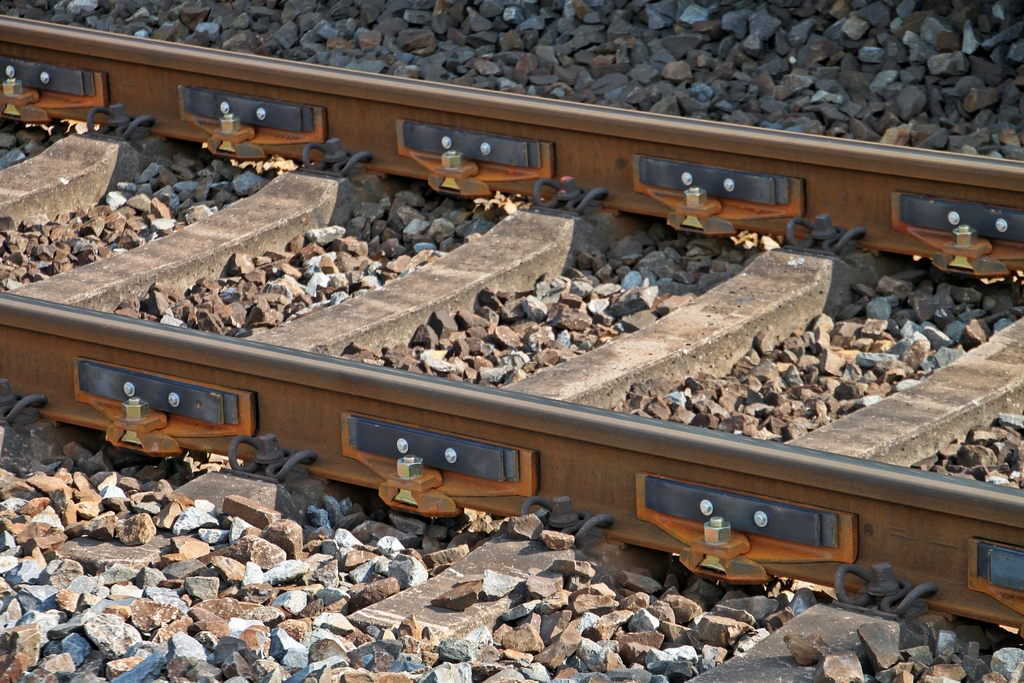
Schienenstegdämpfer im Bahnhof Rathen; die Dämpfer wurden im Frühjahr 2011 als Erprobungsträger auf einzelnen Streckenabschnitten der Elbtalbahn installiert

Im Abschnitt zwischen Pirna und Schöna werden seit 2014 umfangreiche Modernisierungsmaßnahmen durchgeführt, um die Strecke an die Erfordernisse des steigenden Verkehrsaufkommens anzupassen und gleichzeitig die langfristigen Belastungen durch die Hochwasser von 2002 und 2013 zu beseitigen. Bis 2023 sollen insgesamt 44 Kilometer Gleis, elf Kilometer Oberleitungsanlage, drei Brücken und zahlreiche Weichen sowie weitere Durchlässe und Stützmauern erneuert werden. Der Bahnhof Bad Schandau erhielt ein elektronisches Stellwerk (ESTW).
Seit Ende der 1990er Jahre nimmt der Güterverkehr auf der Strecke wieder zu, die hohe Verkehrsleistung der 1980er Jahre wurde jedoch noch nicht wieder erreicht. Mit Stand 2011 verkehrten auf dem Streckenabschnitt Dresden – Pirna ca. 80 400 Züge pro Jahr (ca. 220 Züge pro Tag) und auf dem Streckenabschnitt Pirna – Bad Schandau ca. 61 100 Züge pro Jahr (ca. 167 Züge pro Tag). 2014 verkehrten auf der Strecke von Pirna nach Schöna insgesamt 170 Züge am Tag, davon 60 Personen- und 110 Güterzüge. 2015 waren hingegen schon 221 Züge am Tag unterwegs, davon 94 Personen- und 127 Güterzüge (davon wiederum 57 Güterzüge nachts). Die Steigerung der Personenzugzahl ist auf den Abschluss eines Teils der seit 2014 laufenden Bauarbeiten und die Wiedereinführung des während der Bauzeiten eingeschränkten Halbstundentaktes zurückzuführen.
Langfristig ist von einer weiteren Auslastung der Strecke auszugehen. Bis 2030 soll der Güterverkehr auf der Strecke um bis zu 40 % ansteigen. Da die Züge vorerst noch intensiver genutzt werden sollen, wird bis 2025 nur ein moderater Anstieg der Güterzuganzahl auf 140 Züge pro Tag prognostiziert. Im Jahr 2024 nutzten 30.000 internationale Güterzüge die Bahnstrecke von und nach Tschechien.
Die steigende Verkehrsbelastung geht mit einer hohen Lärmbelastung einher, die hauptsächlich vom Güterverkehr und den Zügen des Personenfernverkehrs verursacht werden. Im Stadtgebiet von Pirna werden bei den Emissionen Spitzenwerte bis zu 72 dB(A) im Bereich von Eisenbahnbrücken registriert. Die Immissionsbelastungen erreichen im unmittelbaren Einflussbereich der Eisenbahnstrecke Spitzenwerte bis zu 88 dB(A) im Tagesmittel (LDEN) bzw. bis zu 82 dB(A) in den Nachtstunden (LNight). Diese Belastung liegt am Rande der Gesundheitsgefährdung.
Im Frühjahr 2011 wurden deshalb mehrere Streckenabschnitte im Bereich Wehlen, Rathen und Königstein mit Schienenstegdämpfern ausgerüstet. Die Deutsche Bahn erhoffte sich davon eine Reduzierung des Schienenverkehrslärms im touristisch hochfrequentierten Elbtal. Seit 2004 wurden zudem entlang der Strecke an 1800 Häusern und Wohnungen über 5600 Lärmschutzfenster eingebaut. Durch die ab 2020 gesetzlich vorgeschriebene Nutzung von Flüsterbremsen geht die Deutsche Bahn von einer Reduzierung der Lärmbelastung durch Güterzuge von derzeit ca. 85 bis 88 Dezibel um 10 Dezibel aus. Auf einer Länge von etwa 30 km sind Lärmschutzwände und auf einer Länge von 35 km Schienenstegdämpfer vorgesehen. In insgesamt 35 Einzelmaßnahmen sollen insgesamt über 60 Millionen Euro investiert werden. Eine Machbarkeitsuntersuchung soll im Sommer 2017 abgeschlossen werden.
Die auf der Strecke verkehrende Linie S1 der S-Bahn Dresden verzeichnete in den letzten Jahren steigende Fahrgastzahlen. Zwischen Dresden und Schöna wurden 2015 wochentags durchschnittlich 14 420 Fahrgäste täglich registriert (2009: 12 060 Fahrgäste). Am Wochenenden/Feiertagen lag die Fahrgastzahl mit 13 760 Fahrgästen täglich (2009: 12 085 Fahrgäste) nur geringfügig darunter. Die annähernde Gleichverteilung zwischen Wochentagen und Wochenenden belegt, dass die Linie sowohl für den werktäglichen Berufsverkehr als auch den touristischen Ausflugsverkehr am Wochenende bedeutsam ist.
Seit dem Fahrplanwechsel im Mai 1999 gibt es täglich mehrere Verbindungen mit Regionalzügen zwischen Bad Schandau und Děčín („Elbe-Labe-Sprinter“). Seit dem 15. Juni 2008 fahren diese Züge im Zweistundentakt siebenmal täglich. Damit besteht erstmals seit 1948 wieder ein regelmäßiges grenzüberschreitendes Angebot im Nahverkehr mit Halt an allen Unterwegsbahnhöfen. Seit 2004 verkehrt außerdem am Wochenende ein Ausflugszug von Dresden nach Děčín (RE 20 „Bohemica“). Seit 3. April 2010 fährt der „Wanderexpress Bohemica“ über Děčín hinaus nach Litoměřice. Im Jahr 2011 fuhren mit dem Elbe-Labe-Sprinter insgesamt 107.328 Fahrgäste über die Grenze, ein Plus von rund 38 500 Personen gegenüber dem Vorjahr. Mit dem Wanderexpress Bohemica überquerten 7627 Fahrgäste die Grenze bei Schöna.
Infolge der hochwasserbedingten Unzugänglichkeit der Verkehrsstationen wurde am 5. Juni 2013 der Schienenpersonennahverkehr zwischen Dolní Žleb und Heidenau erneut eingestellt. Für den Schienenpersonenfernverkehr entfiel der Halt in Bad Schandau, gleichwohl wurden diese Verkehre mit verringerter Geschwindigkeit weitergeführt. Ab 22. Juni 2013 wurden die Einschränkungen im SPNV teilweise wieder aufgehoben.
Am 5. Juli 2014 traten im Zusammenhang mit der Inbetriebnahme des Eisenbahngrenzüberganges Dolní Poustevna–Sebnitz umfangreiche Fahrplanänderungen in Kraft. Die bisher als Elbe-Labe-Sprinter verkehrenden Personenzüge werden als Linie U28 im Zweistundentakt von Děčín über Bad Schandau und Sebnitz nach Rumburk durchgebunden. Alle bislang in Dolní Žleb wendenden Züge verkehren von und nach Schöna, wo ein direkter Anschluss an die Züge der Linie S1 der S-Bahn Dresden realisiert ist.
Bis 2025 ist die Ausrüstung der Strecke von Děčín bis zur Staatsgrenze mit dem europäischen Zugbeeinflussungssystem ETCS vorgesehen. Die Streckenausrüstung liefert der tschechische Hersteller AŽD Praha. Im Zulauf zur Neubaustrecke sind, zwischen Dresden Hauptbahnhof und der Neubaustrecke, Blockverdichtungen vorgesehen.
Von 2022 bis 2025 wird der Abschnitt Pirna–Bundesgrenze weiter modernisiert. Dabei werden ein elektronisches Stellwerk im Bahnhof Bad Schandau Ost gebaut sowie diverse Bauwerke, der Oberbau und die Oberleitungsanlage erneuert. Währenddessen ist die Strecke abschnittsweise über längere Zeiträume nur eingleisig befahrbar.

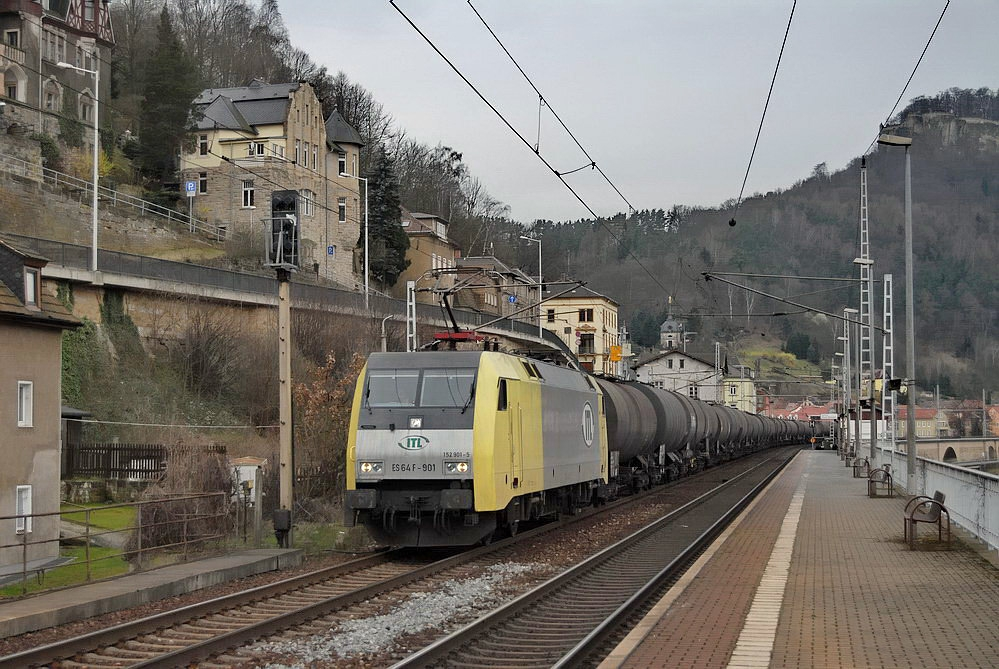
Güterzug der ITL in Königstein (2008)
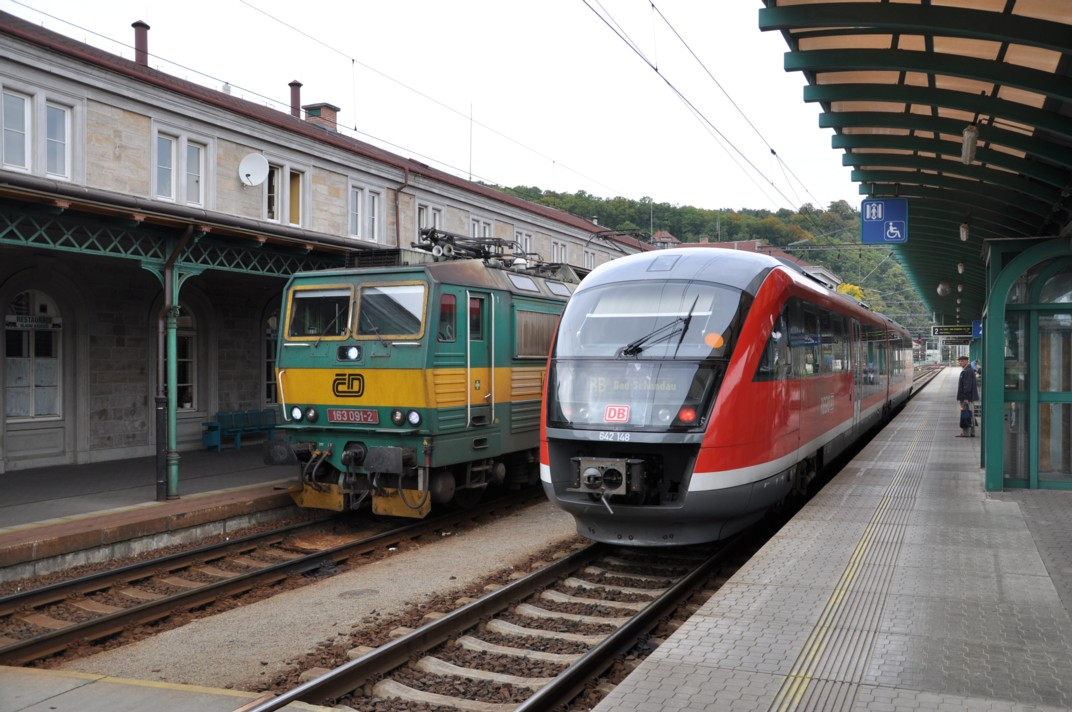
Elbe-Labe-Sprinter in Děčín (2012)
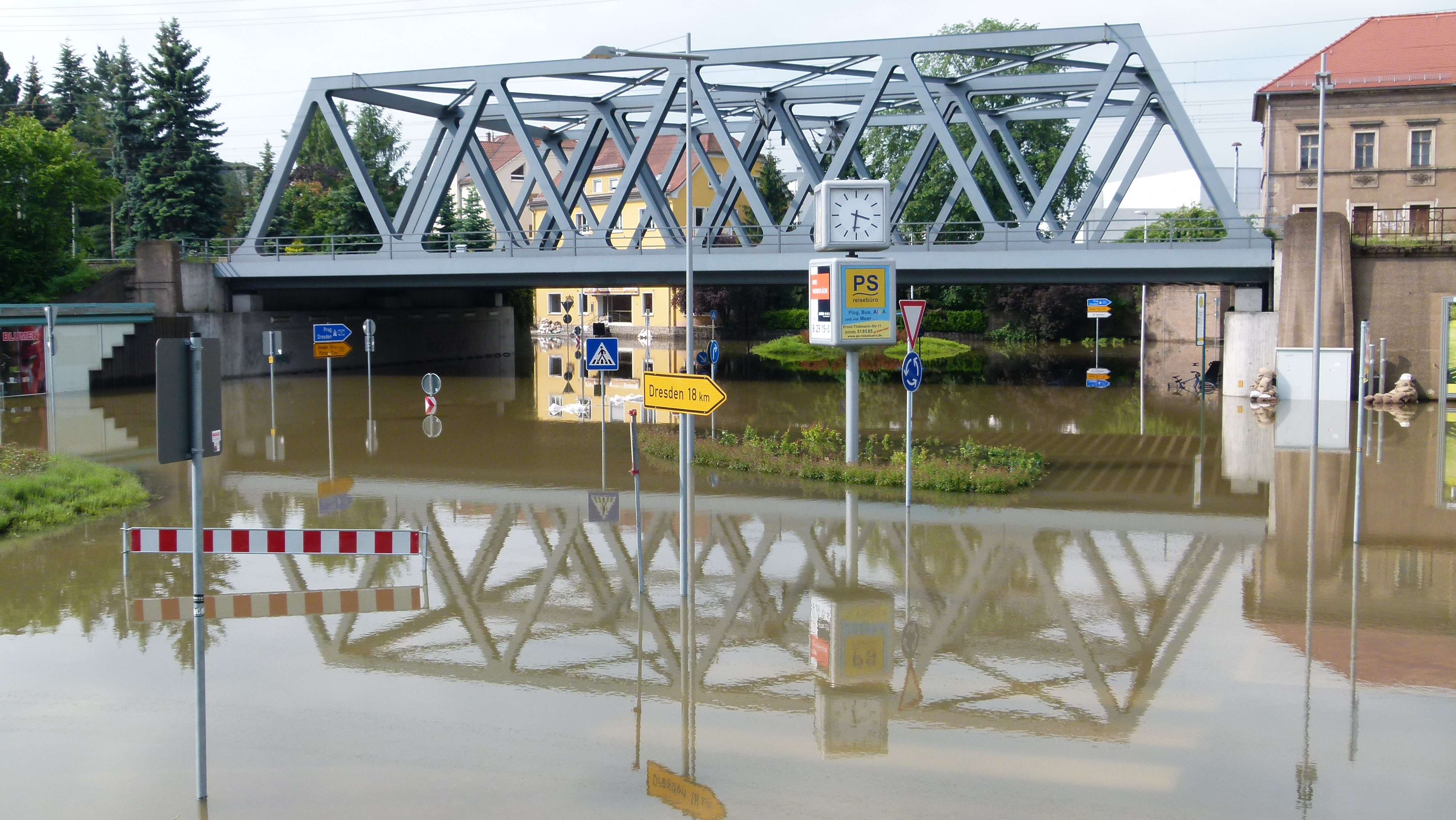
Überflutungen am Bahnhof Heidenau beim Elbehochwasser 2013

### Zwischenfälle

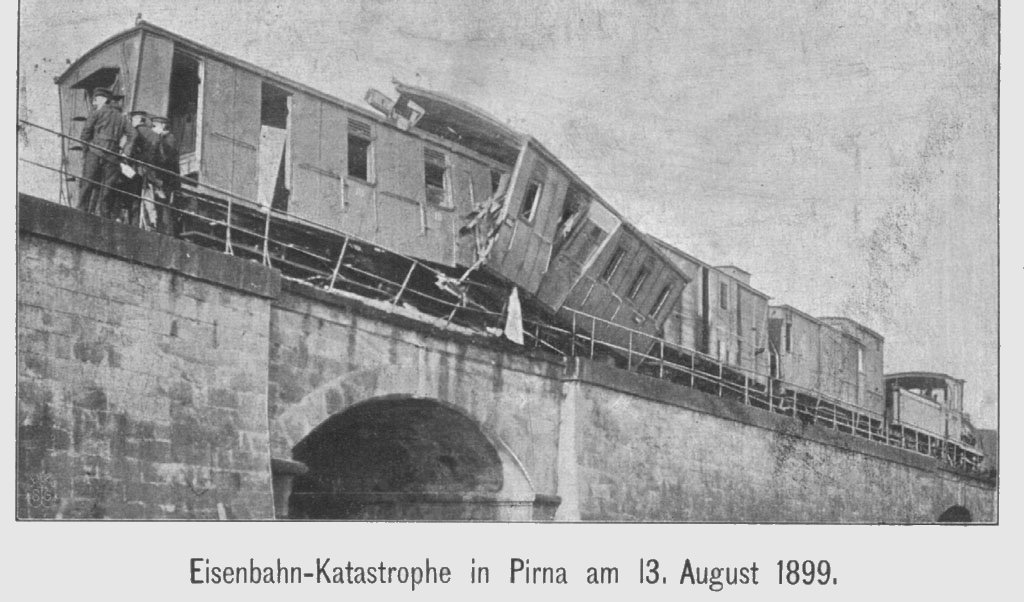
Eisenbahnunfall in Pirna am 13. August 1899

Zwei Personen- und ein Güterwagen wurden zerstört, als am 13. August 1899 der von Schandau kommende Personenzug P 540 auf einen noch vor dem Einfahrsignal des Bahnhofs Pirna stehenden Güterzug auffuhr. Der Lokführer des P 540 hatte ein haltzeigendes Signal überfahren und Warnsignale eines Blockwärters, dem die Gefahr aufgefallen war, missachtet. Der Unfall ereignete sich kurz vor 21 Uhr, bis 3 Uhr des nächsten Tages waren beide Gleise gesperrt. 12 Menschen wurden beim Unfall verletzt. Im weiteren Zusammenhang mit dem Unfall verunglückte ein Bahnwärter tödlich, als er auf seinem Nachhauseweg bei Obervogelgesang von einer Hilfsmaschine überfahren wurde, die auf dem Weg von Rathen zur Unfallstelle war.
Am 15. Juni 1939 ereignete sich der schwerste Unfall in der Streckengeschichte. Der Schnellzug D 148 Berlin–Prag–Bratislava entgleiste im Bahnhof Mittelgrund und riss dabei ein dort stehendes Stellwerksgebäude weg. Der Lokomotivführer hatte das eine Geschwindigkeitsbeschränkung zeigende Einfahrsignal missachtet und war mit voller Geschwindigkeit in ein abzweigendes Überholgleis gefahren. In den Trümmern des Zuges starben insgesamt 13 Menschen, weitere 26 Personen wurden schwer verletzt.

## Ausblick
Für den 36 Kilometer langen Abschnitt zwischen der deutsch-tschechischen Grenze und Pirna war mit dem Bundesverkehrswegeplan 2003 ein perspektivischer Ausbau für Neigetechnik-Betrieb vorgesehen. Da es neben einer fehlenden Finanzierung zudem von Seiten der Eisenbahnverkehrsunternehmen dafür keinen konkreten Bedarf gab, unterblieben entsprechende Ausbauplanungen. Diese Projektidee ist nicht zur Fortschreibung des Bundesverkehrswegeplans (BVWP) angemeldet worden und daher auch nicht im BVWP 2030 verankert.
Aufgrund des steigenden Verkehrsaufkommens wird davon ausgegangen, dass die Strecke langfristig ihre Kapazitätsreserven erreichen wird. Sachsen und Tschechien setzen sich deshalb für eine in weiten Teilen unterirdische Neubaustrecke zwischen Heidenau und Ústí nad Labem ein. In Verbindung mit einer weiteren Neubaustrecke zwischen Ústí nad Labem und Prag könnte die Reisezeit zwischen Dresden und Prag damit von zwei Stunden und zehn Minuten auf rund eine Stunde gesenkt werden. Darüber hinaus brächte der Erzgebirge-Basistunnel als Bestandteil der Strecke Verbesserungen im Güterverkehr, welchem auf dieser Strecke ebenfalls weiteres Wachstum prognostiziert wird. Vom Sächsischen Staatsministerium für Wirtschaft, Arbeit und Verkehr werden die Kosten auf drei Milliarden Euro geschätzt. Mit einer Realisierung ist nicht vor 2030 zu rechnen.

## Streckenbeschreibung

### Verlauf
Ihren nominalen Beginn hat die Bahnstrecke Děčín–Dresden-Neustadt im Stadtteil Podmokly (Bodenbach) der nordböhmischen Stadt Děčín. Unmittelbar nach der Spitzenweiche und damit noch im Bahnhofsbereich Děčín hl. n. befinden sich der Schäferwand- und der Rotbergtunnel (tunnel Ovči stěna und Červena skala), die zwei elbnahe Felsmassive durchschneiden. In Děčín Prostrední Žleb (Mittelgrund) mündet die hier vorwiegend für den Güterverkehr genutzte Strecke von Nymburk. Bis Heidenau Süd verläuft die Strecke auf dem orografisch linken Elbufer im Elbsandsteingebirge in unmittelbarer Flussnähe. Dadurch ergeben sich nur geringe Neigungen, jedoch zahlreiche Bögen. Der Platzmangel im engen Elbtal erforderte an mehreren Stellen die Errichtung von Kunstbauten wie Stützmauern, außerdem mussten Teile der Aufgaben des Grenzbahnhofes Bad Schandau auf den Bahnhof Bad Schandau Ost verlagert werden. Die Systemtrennstelle zwischen den mit unterschiedlichen Fahrdrahtspannungen gespeisten Abschnitten liegt unmittelbar auf der Grenzbrücke über den Gelobtbach. Von Pirna an verläuft die Strecke fast geradlinig durch Heidenau und die östlichen Dresdner Stadtteile bis zum Dresdner Hauptbahnhof. Anschließend wendet sie sich in einem weiten Viertelkreis, der dem 26er Ring entlang der Ammon- und der Könneritzstraße folgt, nach Nordosten. In diesem Bereich stehen die Stadtviadukte I bis III, an denen die Bahnbögengalerie, eine Wandbilderserie, zu sehen ist. Kurz vor dem Bahnhof Dresden-Neustadt überquert die Bahnstrecke die Elbe auf der Marienbrücke, einer fünfgleisigen Spannbetonbrücke.
Ab Pirna läuft die Strecke gemeinsam mit der Strecke Pirna–Coswig (6239), die für den S-Bahn-Verkehr genutzt wird.

### Kursbuchstrecken
| Nummer | Abschnitt                                                            | Bahn  | Bezugsjahr |
| ------ | -------------------------------------------------------------------- | ----- | ---------- |
| 133    | Děčín (Tetschen)–Dresden Hbf                                         | DR    | 1934       |
| 165    | Bodenbach–Dresden Hbf                                                | DR    | 1946       |
| 159e   | Pirna–Dresden Hbf                                                    | DR    | 1946       |
| 165d   | Heidenau–Dresden Hbf                                                 | DR    | 1946       |
| 306    | Pirna/Dohna–Dresden–Coswig (Bz Dresden)–Niederau/Meißen Triebischtal | DR    | 1968       |
| 310    | Dresden–Schöna                                                       | DR    | 1968       |
| 098    | Děčín–Dolní Žleb–Bad Schandau                                        | ČSD   | 1989       |
| 241.1  | Schöna–Pirna–Dresden–Coswig (b Dresden)–Meißen Triebischtal          | DB AG | 2024       |
| 247    | Děčín–Bad Schandau–Sebnitz (Sachs)–Dolní Poustevna–Rumburk           | DB AG | 2024       |
| 083    | Děčín–Bad Schandau–Sebnitz (Sachs)–Dolní Poustevna–Rumburk           | ČD    | 2024       |

### Betriebsstellen in Tschechien
Děčín hlavní nádraží ⊙

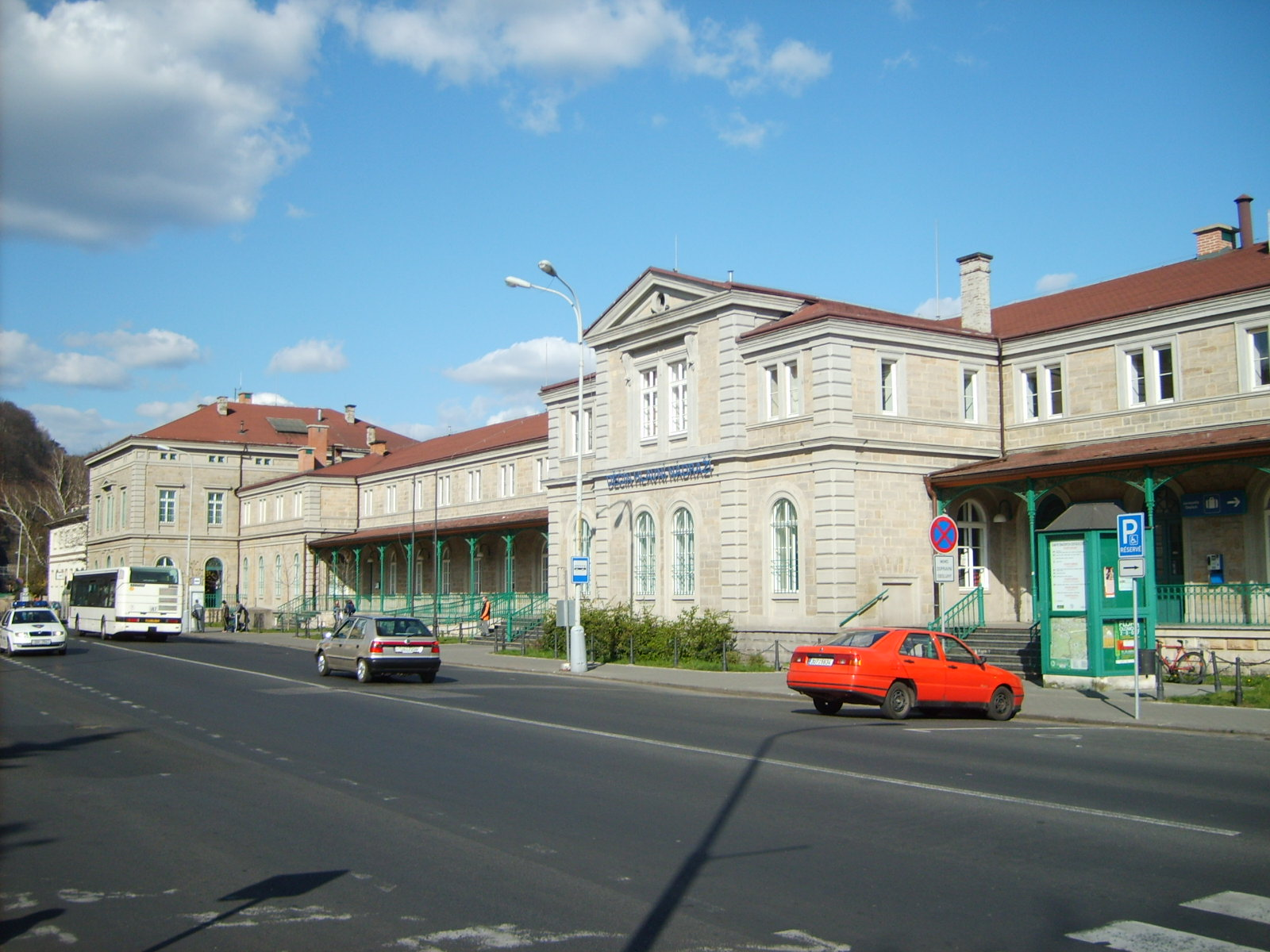
Děčín hlavní nádraží

Der Bahnhof Děčín hlavní nádraží („Děčín Hauptbahnhof“; bis 1945: Bodenbach/Podmokly) ist der wichtigste Bahnhof der nordböhmischen Grenzstadt Děčín. Er ist seit der Streckeneröffnung am 6. April 1851 in Betrieb und wurde seitdem mehrfach erweitert. Er verknüpft die Bahnstrecke Dresden–Děčín mit deren Fortsetzungsstrecke in Richtung Prag und mit den Nebenlinien nach Varnsdorf, Česká Lípa und Litvínov.
Das von 1851 stammende Bahnhofsgebäude steht heute als Kulturdenkmal unter staatlichem Schutz. Es wurde in den Jahren 2002 und 2003 umfassend renoviert.
Děčín-Přípeř ⊙
Die Haltestelle Děčín-Přípeř (bis 1945: Obergrund) liegt im Děčíner Stadtteil Přípeř. Wegen ihrer ungünstigen Lage ist sie nur sehr gering frequentiert. Von 1923 bis nach dem Zweiten Weltkrieg war sie deshalb aufgelassen.
Děčín-Prostřední Žleb ⊙
Der Bahnhof Děčín-Prostřední Žleb (bis 1945: Mittelgrund) wurde 1874 durch die k.k. priv. Österreichische Nordwestbahn (ÖNWB) in Betrieb genommen. Er diente ursprünglich ausschließlich als Übergabebahnhof zwischen Sächsischer Staatsbahn und ÖNWB, deren Strecke von Wien hier endete.
Für den Personenverkehr wurde 1939 ein Bahnsteig eingerichtet.
Děčín-Čertova Voda ⊙
Die Haltestelle Děčín-Čertova Voda wurde ebenso wie Dolní Žleb zastávka erst nach dem Zweiten Weltkrieg eingerichtet. Sie besitzt als Ausgangspunkt einiger Wanderwege auch touristische Bedeutung.
Dolní Žleb zastávka ⊙
Die Haltestelle Dolní Žleb zastávka wurde erst nach dem Zweiten Weltkrieg im elbaufwärts gelegenen Ortsteil von Dolní Žleb eingerichtet, um den dortigen Bewohnern den Weg zum Bahnhof zu verkürzen.
Dolní Žleb ⊙

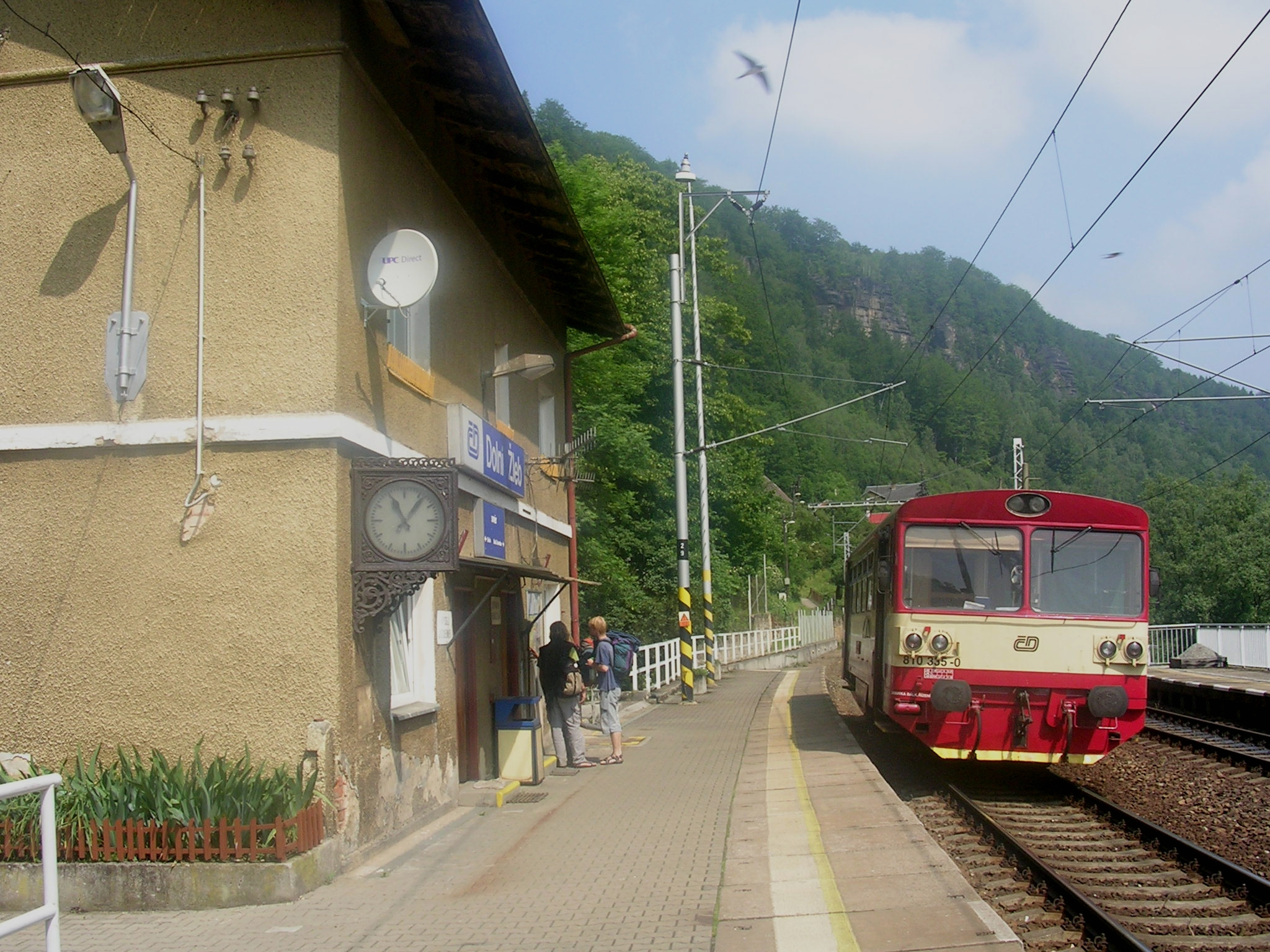
Bahnhof Dolní Žleb

Der Bahnhof Dolní Žleb (bis 1945: Niedergrund/Elbe) ist der letzte auf tschechischem Staatsgebiet liegende Bahnhof. Gelegen auf 130 Meter über NHN ist er zugleich der am tiefsten gelegene Bahnhof in der Tschechischen Republik.
Der Bahnhof besteht seit der Streckeneröffnung. Um eine Verwechslung mit der Bahnstation des gleichnamigen Ortes im Böhmischen Niederland auszuschließen, erhielt der Bahnhof den Namenszusatz „a. d. Elbe“ bzw. „(Elbe)“. Nach dem Ersten Weltkrieg erhielt er den tschechischen Namen Dolní Grunt, ab 1949 nach Umbenennung des namensgebenden Ortes Dolní Žleb. Dolní Žleb war von 1945 bis 2014 Endpunkt der von Děčín verkehrenden Personenzüge des tschechischen Binnenverkehrs.
| 1913        | 1921                                | 1939               | 1946                | 1949                | 2012                  |
| Bodenbach   | Podmokly ČSD / Bodenbach ČSD        | Bodenbach          | Podmokly            | Podmokly            | Děčín hl. n.          |
| Obergrund   | Horní Grunt / Obergrund             | –                  | –                   | Přípeř              | Děčín-Přípeř          |
| Mittelgrund | Prostřední Grunt / Mittelgrund      | Mittelgrund        | Prostřední Grunt    | Prostřední Grunt    | Děčín-Prostřední Žleb |
| –           | –                                   | –                  | Čirta               | Čertova Voda        | Děčín-Čertova Voda    |
| –           | –                                   | –                  | –                   | –                   | Dolní Žleb zastávka   |
| Niedergrund | Dolní Grunt (n. Lab.) / Niedergrund | Niedergrund (Elbe) | Dolní Grunt n. Lab. | Dolní Grunt n. Lab. | Dolní Žleb            |

### Betriebsstellen in Deutschland
Schöna Ldst ⊙
Die Ladestelle Schöna diente einst vor allem der Verladung der in den nahen Teichsteinbrüchen gebrochenen Sandsteine. Nach deren Stilllegung war das Sägewerk Gelobtbachmühle einziger Nutzer. Eine schmalspurige Feldbahn verband die am Grenzbach gelegene Mühle mit der Ladestelle. Die Ladestelle wurde in den 1970er Jahren aufgelassen und abgebaut.
Schöna ⊙

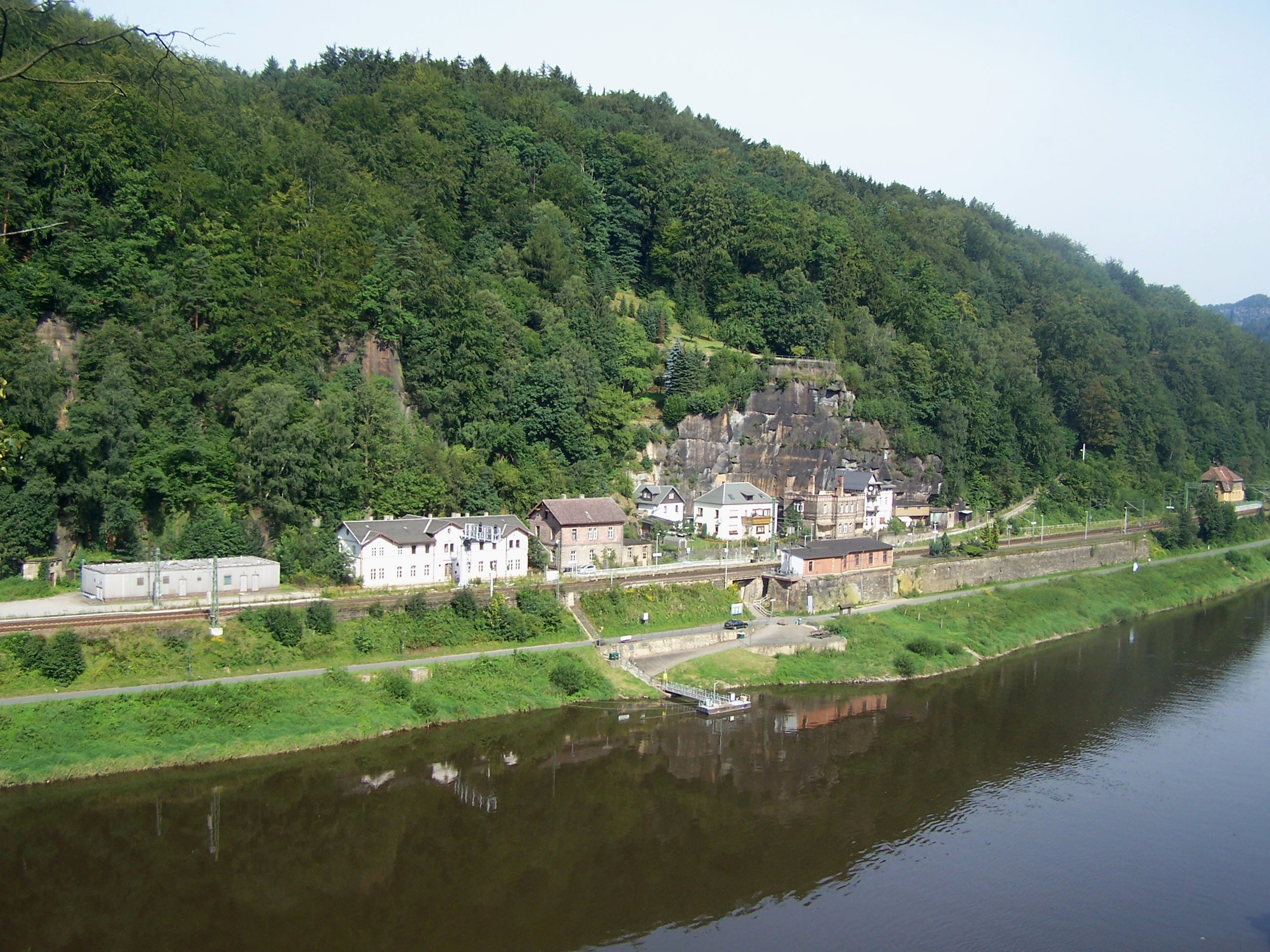
Bahnhof Schöna

Der Bahnhof Schöna (bis 1945: Schöna-Herrnskretschen) ist der erste Bahnhof auf deutschem Staatsgebiet. Er fungiert vor allem als Zugangsstelle für den tschechischen Ort Hřensko (Herrnskretschen) auf der anderen Elbseite. Für wendende Züge der S-Bahn Dresden existiert eine zweigleisige  Abstellanlage.
Schmilka-Hirschmühle ⊙
Der Haltepunkt Schmilka-Hirschmühle (bis 1932: Hirschmühle-Schmilka) wurde am 1. Juli 1905 nahe der Hirschmühle als Zugangsstelle für den kleinen Ort Schmilka eröffnet. Er wird insbesondere von Wanderern und Ausflüglern frequentiert. Die Verbindung zum namensgebenden Ort erfolgt mit einer Fähre.
Bad Schandau Ost ⊙
Der Bahnhof Bad Schandau Ost wurde 1905 als Rangierstelle Krippen eröffnet. Nach dem Zweiten Weltkrieg erfolgte in Bad Schandau Ost die Grenzabfertigung im Güterverkehr. In Bad Schandau Ost befanden sich die Dienststellen des Hauptzollamtes Pirna, des Grenzzollamtes Bad Schandau und der veterinärmedizinische Dienst, der für die Kontrollen von Tiertransporten zuständig war. Aktuell wird der Bahnhof durch die Eisenbahnverkehrsunternehmen im Güterverkehr für die Zugübergabe zwischen Tschechien und Deutschland genutzt.
Krippen ⊙

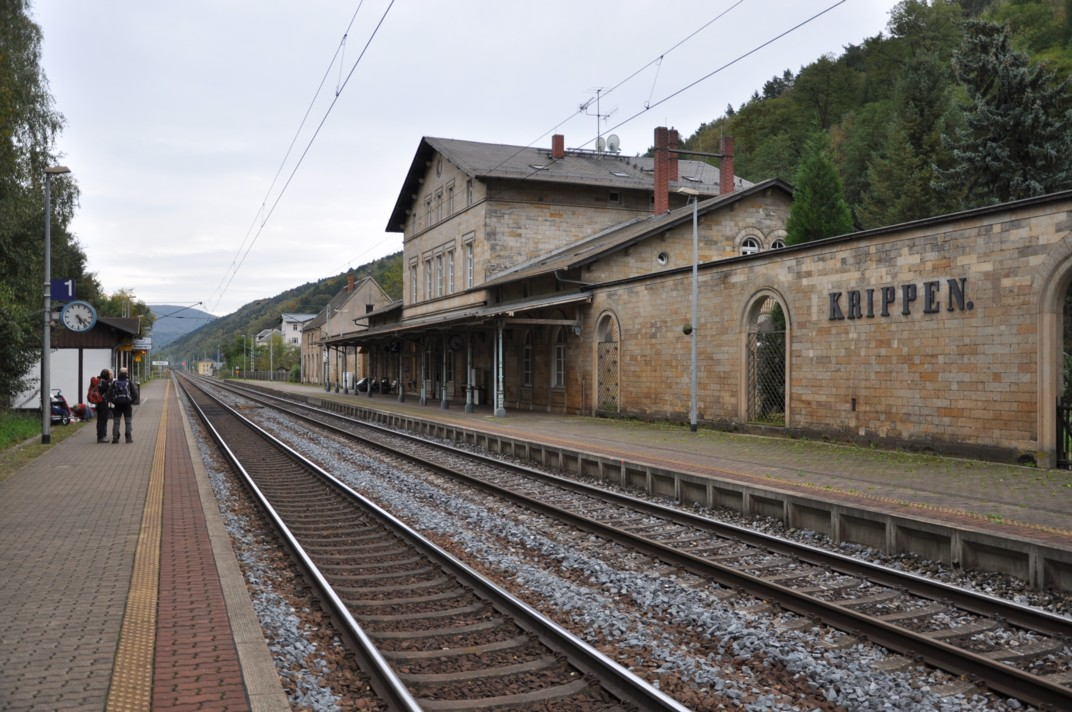
Haltepunkt Krippen (2012)

Der heutige Haltepunkt Krippen war ursprünglich die Bahnstation der Stadt Schandau. Er besteht als Betriebsstelle seit der Streckeneröffnung. Als 1877 ein neuer Bahnhof an der Einmündung der Bahnstrecke Bautzen–Bad Schandau in Betrieb genommen wurde, wollte man die ursprüngliche Station aufgeben. Proteste der örtlichen Bevölkerung verhinderten diese Pläne, sodass er als Haltepunkt Krippen weiterbesteht. Von der einstigen Bedeutung zeugt das repräsentative Empfangsgebäude mit Sandsteinfassade, das heute unter Denkmalschutz steht.
Bad Schandau ⊙
Der Bahnhof Bad Schandau wurde am 1. Juli 1877 zeitgleich mit der Eröffnung der Bahnstrecke Bautzen–Bad Schandau in Betrieb genommen. Ab 1. Juli 1947 war Bad Schandau offizieller Grenzbahnhof im Wechselverkehr DR / ČSD. Hier fanden fortan sowohl die Pass- und Zollkontrollen, als auch die Lokomotivwechsel im internationalen Verkehr statt. Für diesen Zweck wurden die Anlagen bis 1989 mehrfach erweitert.
Heute dient der Bahnhof Bad Schandau nur noch dem Reiseverkehr. Besondere Aufgaben im grenzüberschreitenden Verkehr hat der Bahnhof nicht mehr. Einige private Eisenbahnverkehrsunternehmen nutzen den Bahnhof noch für den Triebfahrzeugwechsel bei Güterzügen.

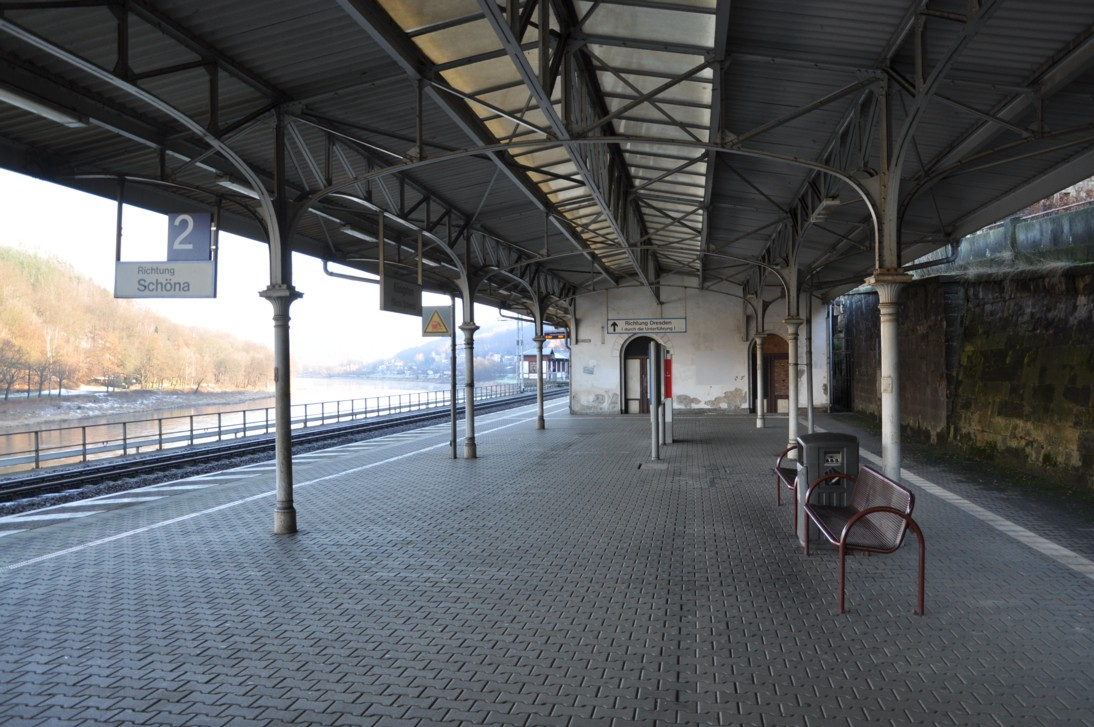
Haltepunkt Königstein (Sächs Schweiz), denkmalgeschützte Bahnsteigüberdachung (2012)

Königstein (Sächs Schweiz) Gbf ⊙
Der Güterbahnhof in Königstein wurde im Jahr 1875 östlich der Stadt eingerichtet, da der bisherige Bahnhof nahe der Stadt aufgrund der beengten Lage keine Erweiterung um Güterverkehrsanlagen zuließ. Von 1902 bis 1904 hatte die gleislose elektrische Bielatalbahn ihren Endpunkt an der Ladestraße. Mit dieser Bahn wurde insbesondere der Güterverkehr für die Königsteiner Papierfabrik abgewickelt. Daneben bestand die Anschlussbahn des Sägewerks Hille. Sie wurde noch bis Ende der 1990er Jahre bedarfsweise bedient.
Die Ladestraßengleise wurde bis Ende der 1990er Jahre für den Güterumschlag (vor allem Rohholz) und zum Abstellen von Leerreisezügen genutzt. Im Zusammenhang mit der Inbetriebnahme eines elektronischen Stellwerkes wurden 2008 sämtliche Nebengleise abgebaut. Im Zuge der Erweiterung des elektronischen Stellwerkes (ESTW) Rathen wurde die Betriebsstelle 2012 gänzlich aufgelassen. Gleichzeitig gingen die Überleitstellen Obervogelgesang und Königstein als Betriebsstellen des ESTW Rathen in Betrieb.
Königstein (Sächs Schweiz) Hp⊙
Der heutige Haltepunkt Königstein besteht seit der Streckeneröffnung. Sein heutiges Aussehen mit dem großen, heute leerstehenden Empfangsgebäude und den beiden Außenbahnsteigen mit Bahnsteigtunnel erhielt er im Jahr 1896.
Kurort Rathen ⊙
Der heutige Bahnhof Kurort Rathen bestand als Anhalte-Punkt schon zur Streckeneröffnung. Ab 1. Dezember 1897 war er eine Haltestelle mit Ladegleis, seit 1905 ist er ein Bahnhof. Seit 1934 trägt er den Namen Kurort Rathen.
Die Anlagen sind zweigeteilt. Sie bestehen einerseits aus einem Personenhaltepunkt und einem Betriebsbahnhof, der insbesondere Zugüberholungen dient. Für den Güterverkehr bestand ein – heute abgebautes – Stumpfgleis mit Kopf- und Seitenladerampe. Das Empfangsgebäude wurde im Heimatstil errichtet.
Stadt Wehlen (Sachs) ⊙
Der heutige Haltepunkt Stadt Wehlen (Sachs) wurde am 9. Mai 1850 am gegenüber liegenden Elbufer als Haltepunkt Pötzscha eröffnet. Die Station trug folgende Namen:
- bis 1886: Pötzscha
- bis 1911: Pötzscha (Wehlen)
- bis 1939: Pötzscha-Wehlen
- seit 1939: Stadt Wehlen (Sachs) (durch Eingemeindung von Pötzscha nach Stadt Wehlen)

Das Empfangsgebäude, der Personentunnel und die Wartehalle sind bis heute erhalten.
Obervogelgesang (Kr Pirna) ⊙
Der Haltepunkt Obervogelgesang wurde 1870 eröffnet. Seit 1936 trug er den Namen Obervogelgesang (Sächs Schweiz), seit 1939 heißt er Obervogelgesang (Kr Pirna). Am Standort ist eine Wartehalle vorhanden.
Pirna ⊙

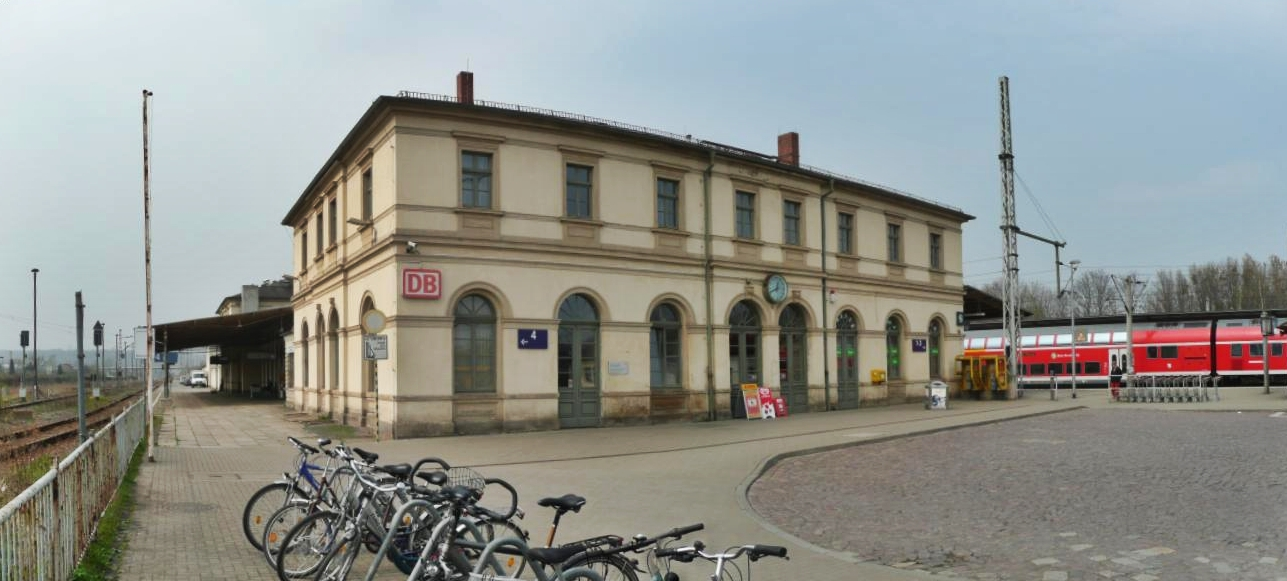
Bahnhof Pirna (2008)

Der heutige Bahnhof Pirna wurde 1877 im Zusammenhang mit dem Bau der abzweigenden Hauptbahn nach Kamenz in Betrieb genommen. Der ursprüngliche Pirnaer Bahnhof befand sich näher an der Altstadt, er besaß aber keine Erweiterungsmöglichkeit. Pirna war ab 1880 zusätzlich auch Ausgangspunkt der Nebenbahn nach Gottleuba und ab 1894 nach Großcotta, die heute beide stillgelegt sind. Heute ist der Bahnhof Pirna Endpunkt einer S-Bahnlinie von Dresden-Flughafen.
Heidenau ⊙
Der heutige Bahnhof Heidenau besteht bereits seit der Streckeneröffnung. Er wurde am 1. August 1848 als Anhalte-Punkt Mügeln in Betrieb genommen. Mit dem Bau der bis 1938 schmalspurigen Müglitztalbahn nach Geising und Altenberg wurde Mügeln sukzessive zu einem Bahnhof ausgebaut. Seit dem Zusammenschluss der Gemeinden Heidenau, Gommern und Mügeln zur Stadt Heidenau im Jahr 1920 trägt der Bahnhof den Namen Heidenau.
Dresden-Reick Abstellbahnhof ⊙
Anstelle des früheren Bahnhofes Dresden-Reick entstand ein Abstellbahnhof, der bis auf Sonderzüge ausschließlich durch den Eisenbahnfernverkehr genutzt wird.

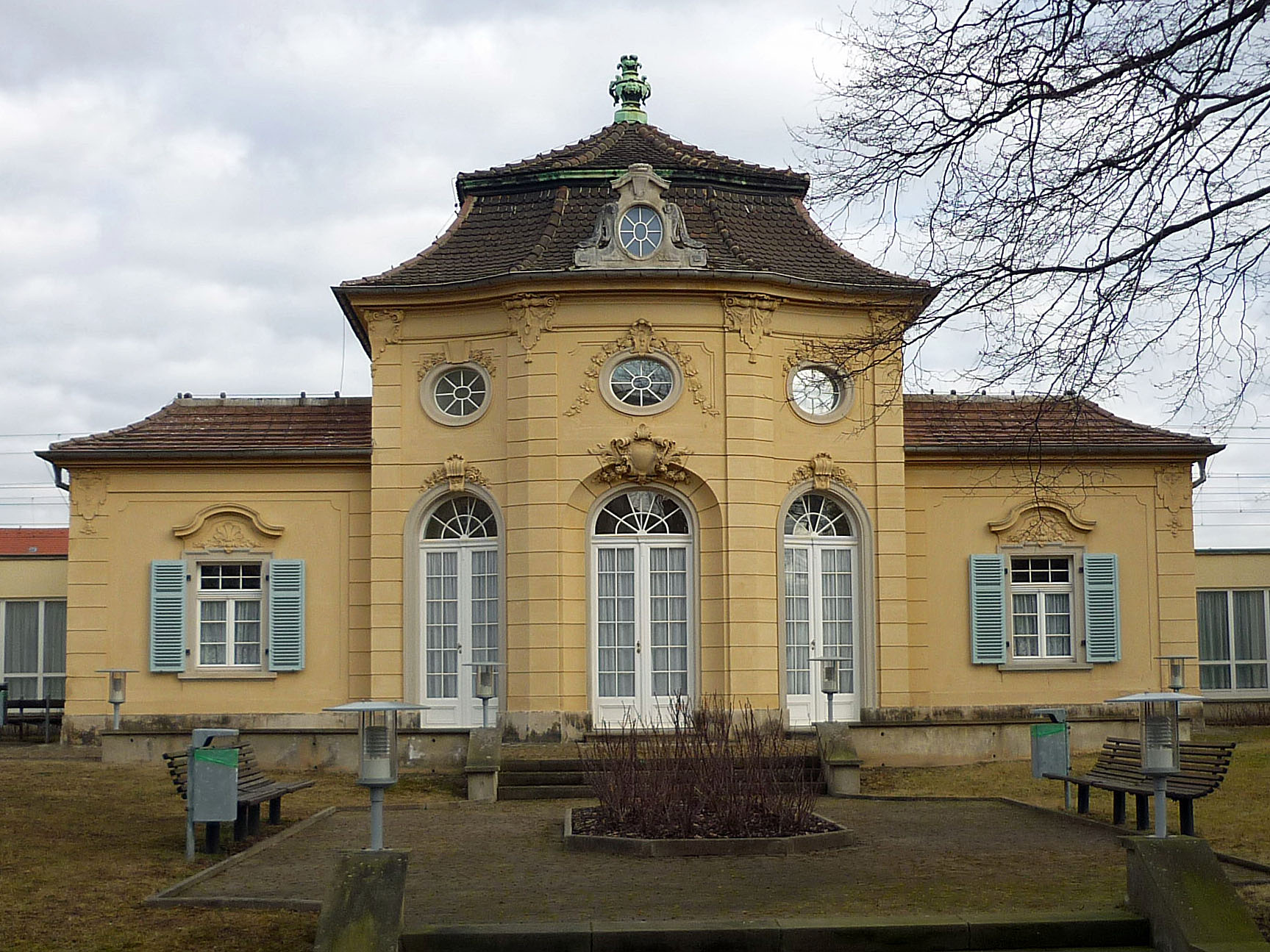
Pavillon am ehemaligen Königsbahnhof (2012)

Dresden-Strehlen Königsbf ⊙
Der ehemalige „Königliche Bahnhof“ war 1897 bei Kilometer 60,5 an der Königlichen Villa in Dresden-Strehlen eingerichtet worden. Der Haltepunkt diente ausschließlich den Zwecken des sächsischen Hofes, ein öffentlicher Verkehr fand nicht statt. Nach dem Ersten Weltkrieg wurde er wieder aufgelassen. Der neobarocke königliche Wartesaal („Pavillon“) blieb erhalten.
Dresden Hbf ⊙
Der Dresdner Hauptbahnhof ist der zentrale Bahnhof in Dresden. Er wurde von 1893 bis 1898 anstelle des vormaligen Böhmischen Bahnhofes erbaut. Im Bahnhof zweigt die Bahnstrecke Dresden–Werdau ab.
Dresden Mitte ⊙
Der Bahnhof Dresden Mitte geht in seinem Ursprung auf eine Haltestelle Wettiner Straße zurück, die seit der Eröffnung der Innerstädtischen Verbindungsbahn im Jahr 1852 bestand. Ende des 19. Jahrhunderts, in den 1930er Jahren und nunmittelbar nach dem Zweiten Weltkrieg gab es Pläne für die Errichtung eines neuen Hauptbahnhofes an diesem Standort, die allesamt verworfen wurden. Der heutige Bahnhof wurde im Zuge des viergleisigen Ausbaus und der Höherlegung der Gleise in den Jahren 1893 bis 1897 errichtet. Die monumentale, im Zweiten Weltkrieg stark beschädigte Bahnsteighalle wurde im Jahr 1953 abgetragen.
Dresden-Neustadt ⊙

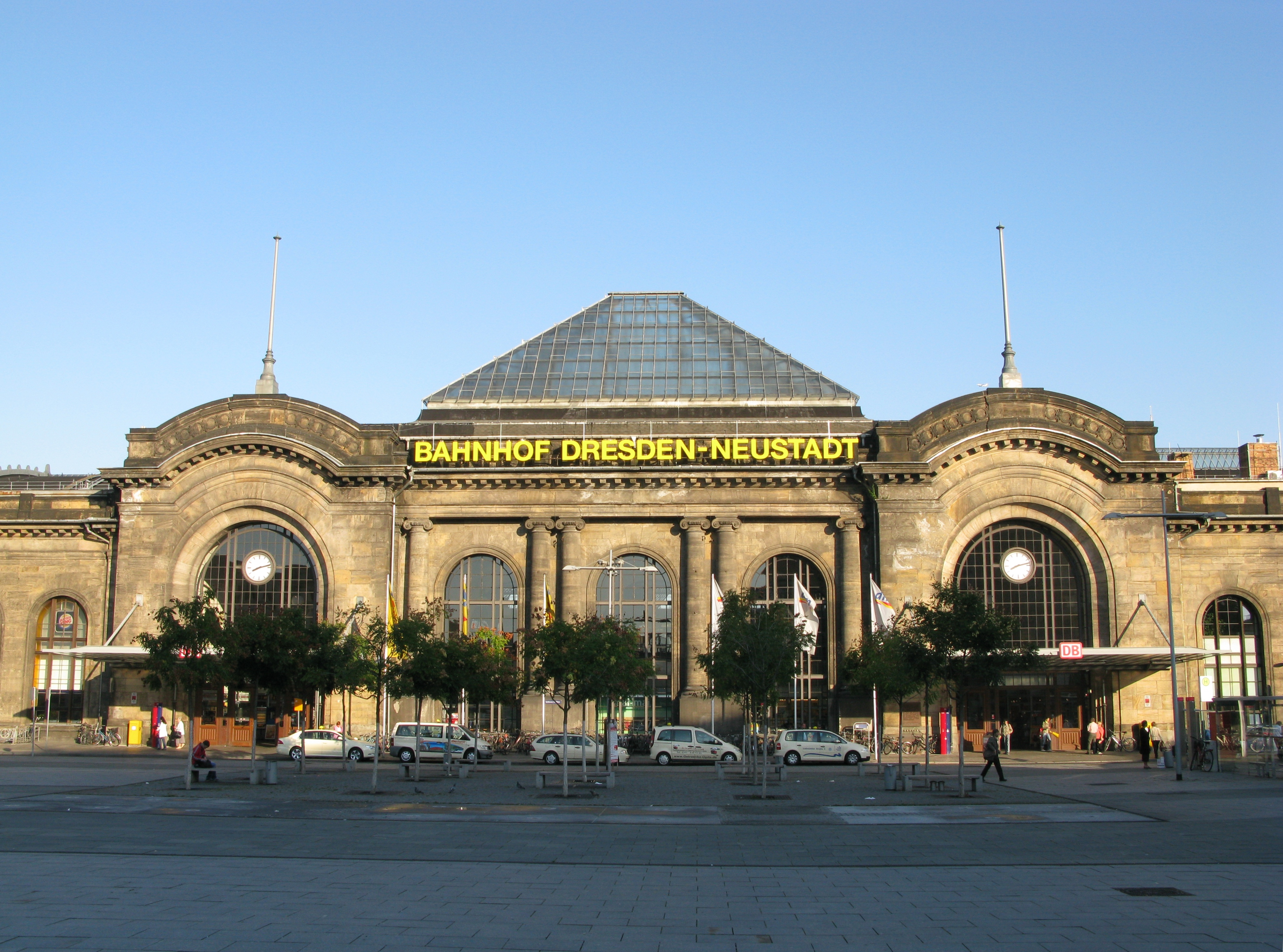
Bahnhof Dresden-Neustadt (2009)

Der Bahnhof Dresden-Neustadt ist nach dem Dresdner Hauptbahnhof der zweitgrößte Bahnhof in Dresden. Er ersetzte 1901 den 1839 eingeweihten Leipziger Bahnhof sowie den seit 1847 bestehenden Schlesischen Bahnhof. Im Bahnhof Dresden-Neustadt ist die Elbtalbahn mit den Strecken Leipzig–Dresden und Görlitz–Dresden verknüpft.

## Grenzüberschreitender Eisenbahnbetrieb
Neben den einschlägigen Staatsverträgen und den bilateralen Verträgen auf nationaler Ebene sowie den internationalen Vereinbarungen der Eisenbahnverwaltungen (z. B. im Internationalen Eisenbahnverband (UIC)) sind maßgebliche Belange des grenzüberschreitenden Eisenbahnverkehrs zwischen Děčín, Bad Schandau und Dresden insbesondere in der DB-Richtlinie 302.3004Z98 „Zusatzvereinbarung zur Grenzbetriebsvereinbarung Bad Schandau – Děčín“ sowie in der inhaltlich gleichlautenden Regelung der tschechischen Eisenbahnverwaltung geregelt. Die genannte Zusatzvereinbarung ergänzt und präzisiert die fortgeltende „Grenzbetriebsvereinbarung zwischen der Deutschen Reichsbahn und den Tschechoslowakischen Staatsbahnen vom 31. Mai 1992“ mit örtlichen Ausführungs- und Ergänzungsbestimmungen.
Grundsätzlich gelten beiderseits der Staatsgrenze die jeweiligen nationalen Bestimmungen und Vorschriften. Mit den vorgenannten Vereinbarungen sind davon abweichende, spezielle Regelungen getroffen worden, um den grenzüberschreitenden Eisenbahnverkehr zwischen Děčín und Bad Schandau zu vereinfachen. Unter bestimmten Voraussetzungen dürfen deutsche Eisenbahnverkehrsunternehmen mit nicht vollumfänglich in Tschechien zugelassenen Fahrzeugen bis nach Děčín fahren, umgekehrt dürfen ebenso unter bestimmten Voraussetzungen tschechische Eisenbahnverkehrsunternehmen mit nicht vollumfänglich in Deutschland zugelassenen Fahrzeugen bis nach Bad Schandau fahren.
Nördlich des Bahnhofs Bad Schandau erfolgt der Eisenbahnbetrieb auf dieser Strecke ausschließlich und vollumfänglich nach dem nationalen deutschen Eisenbahnregelwerk. Südlich der Grenzbahnhöfe in Děčín findet Eisenbahnverkehr ausschließlich und vollumfänglich nach dem nationalen tschechischen Eisenbahnregelwerk statt.

### Betriebsabwicklung
Grenzbahnhöfe sind der Bahnhof Bad Schandau auf deutscher Seite sowie die Bahnhöfe Děčín hlavní nádraží (linkselbisch) und Děčín východ (rechtselbisch). Dies hat vor allem, aber nicht ausschließlich staatlich-hoheitliche Relevanz.
Diese drei Bahnhöfe sind zudem als Betriebswechselbahnhöfe definiert. Die zugehörige Bedeutung liegt insbesondere im verkehrlich-betrieblichen Bereich.
Die Bahnhöfe Schöna auf deutscher Seite und Dolní Žleb auf tschechischer Seite sind als der Staatsgrenze benachbarte Bahnhöfe genannt. Deren Bedeutung liegt insbesondere in der infrastrukturseitigen, operativen Betriebsabwicklung zwischen diesen beiden unmittelbar benachbarten Bahnhöfen.
Als Grenzstrecke sind die Streckenabschnitte
- Děčín hl.n. – Děčín-Prostřední Žleb – Bad Schandau (Bahnstrecke Děčín–Dresden-Neustadt, ca. 22 Kilometer)
- Děčín východ – Děčín-Prostřední Žleb (Teil der Bahnstrecke Nymburk–Děčín-Prostřední Žleb, ca. 3 Kilometer)
- Děčín hl.n. – Děčín východ (Teil der Bahnstrecke Děčín–Jedlová, ca. 2 Kilometer)

definiert. Auf den Grenzstrecken gelten unter anderem erleichterte Bedingungen für den Einsatz von Eisenbahnfahrzeugen des jeweiligen Nachbarlandes, die nicht über die volle Fahrzeugzulassung des Landes verfügen, in dem sich der jeweilige Abschnitt der Grenzstrecke befindet. Zudem gelten vereinfachte Regelungen zur grenzüberschreitenden Hilfeleistung bei gefährlichen Ereignissen, z. B. bei Unfällen.
Die vereinbarte maximale Zuglänge in beiden Richtungen beträgt auf den Grenzstrecken für Reisezüge 550 Meter und für Güterzüge 600 Meter. In beiden Richtungen sind bei den Zügen bis zu zwei Lokomotiven an der Spitze und eine Lokomotive am Schluss erlaubt. Nachschieben ist auf der Grenzstrecke nicht zugelassen.
Die Fahrplanbildung auf der Grenzstrecke obliegt der DB InfraGO AG, diese stimmt sich hierbei sowohl hinsichtlich der grenzüberschreitenden Verkehre als auch der Binnenverkehre mit dem tschechischen Infrastrukturbetreiber ab. Ausgenommen hiervon ist die Grenzstrecke zwischen Děčín hl.n. und Děčín východ, für die allein dem tschechischen Infrastrukturbetreiber SŽDC die Fahrplanbildung obliegt.

### Schnittstellen

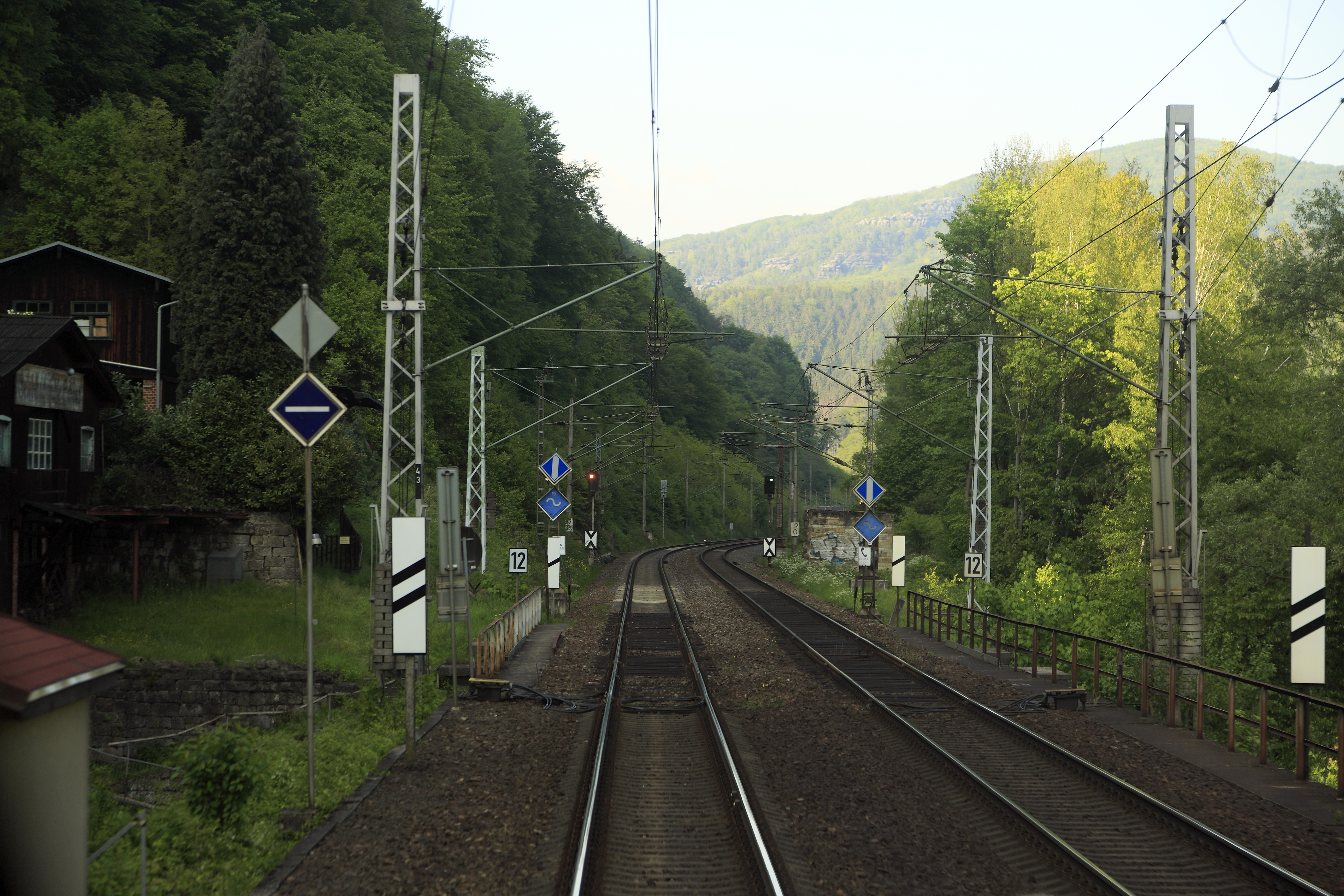
Systemtrennstelle Gelobtbachmühle

Die Staatsgrenze liegt am Streckenkilometer 11,860, mitten in der den Gelobtbach querenden Eisenbahnüberführung. Betriebsführende Eisenbahnen sind die nationalen Infrastrukturbetreiber jeweils bis zur Staatsgrenze. Davon abweichend liegt die vereinbarte Instandhaltungsgrenze für den Oberbau und den Bahnkörper in beiden Streckengleisen jeweils am Isolierstoß am Streckenkilometer 11,853, und damit auf tschechischer Seite. Die Isolierstöße und die gesamte Grenzbrücke werden von der DB InfraGO AG auf eigene Rechnung unterhalten. Die Instandhaltungsgrenze für Telekommunikations- und sicherungstechnische Anlagen ist die Kabelschaltstelle am Streckenkilometer 11,995, d. h. rund 130 Meter auf deutschem Gebiet gelegen. Die Schaltstelle selbst wird von der DB unterhalten. Wartung und Instandhaltung der Vorsignalbaken und der Signale für die elektrische Zugförderung der jeweils anderen Eisenbahn übernimmt wiederum jede betriebsführende Eisenbahn bis zur Staatsgrenze auf ihre Kosten.
Die elektrische Systemtrennstelle befindet sich unmittelbar an der Staatsgrenze. Südlich und nördlich des geerdeten Oberleitungsabschnittes befindet sich jeweils ein elektrisch neutraler. Daran schließt südlich auf tschechischer Seite die Gleichstromfahrleitung an, auf nördlicher Seite in Deutschland die Wechselspannung führende.
Als Tarifschnittpunkt wurde zwischen den damaligen Staatsbahnen seinerzeit der Streckenkilometer 11,860, d. h. die Staatsgrenze, vereinbart.

## Fahrzeugeinsatz

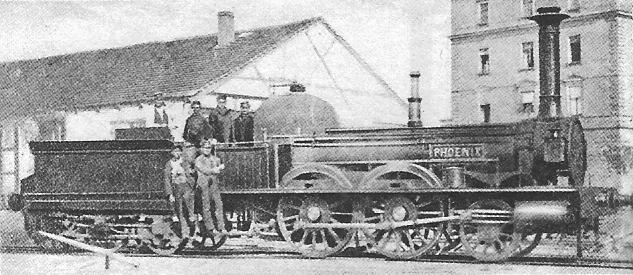
PHOENIX

Die Lokomotiven der Sächsisch-Böhmischen Staatseisenbahn waren alle von Hartmann in Chemnitz geliefert worden. Es handelte sich dabei ausschließlich um zweifach gekuppelte Lokomotiven mit vorderer Laufachse, mit denen sowohl Personen- als auch Güterverkehr abgewickelt werden konnte. Zwei der Lokomotiven, die PHOENIX und die FRIEDRICH AUGUST, waren vermutlich bereits 1846 bei Rabenstein & Co. in Chemnitz entstanden. Nach der Insolvenz der Firma kamen sie zu Hartmann, der sie umbaute und später unter eigenen Fabriknummern verkaufte. 
Die 1848 gelieferten Lokomotiven waren die erstgebauten Lokomotiven dieses Herstellers überhaupt. Das ist insofern bemerkenswert, waren doch bislang alle Lokomotiven sächsischer Eisenbahnen von ausländischen Herstellern bezogen worden. Alle diese Lokomotiven waren auf der Sächsisch-Böhmischen Staatseisenbahn über zwanzig Jahre in Betrieb.
| Name             | Fabrik-Nr. | Baujahr | Gattung | Bahn-Nr. (1868) | Anmerkung                                        |
| SAXONIA          | 2          | 1848    | I       | 214             |                                                  |
| GERMANIA         | 3          | 1848    | I       | 215             |                                                  |
| PIRNA            | 4          | 1848    | I       | 216             |                                                  |
| ELBE             | 6          | 1848    | I       | 217             |                                                  |
| FRIEDRICH AUGUST | 7          | 1848    | IIa     | 230             |                                                  |
| KÖNIGSTEIN       | 10         | 1850    | I       | 218             |                                                  |
| HARTMANN         | 15         | 1850    | I       | 219             |                                                  |
| PHOENIX          | 25         | 1850    | I       | 220             | 1869 in Tenderlokomotive PSYCHE umgebaut         |
| BOHEMIA          | 26         | 1851    | I       | 223             |                                                  |
| AUSTRIA          | 27         | 1851    | I       | 224             |                                                  |
| BASTEI           | 65         | 1856    | II      | 229             |                                                  |
| LILIENSTEIN      | 67         | 1856    | II      | 240             |                                                  |
| HOHNSTEIN        | 71         | 1856    | II      | 243             |                                                  |
| PILLNITZ         | 85         | 1857    | II      | 244             | ehem. GROTTAU für Zittau-Reichenberger Eisenbahn |

Die Züge der S-Bahn-Linie S1 werden heute aus Görlitzer Doppelstockwagen der vierten Generation und Lokomotiven der DB-Baureihe 146 gebildet. Die Züge des Fernverkehrs werden mit tschechischen Lokomotiven der Baureihe 193 (Siemens Vectron) bespannt.

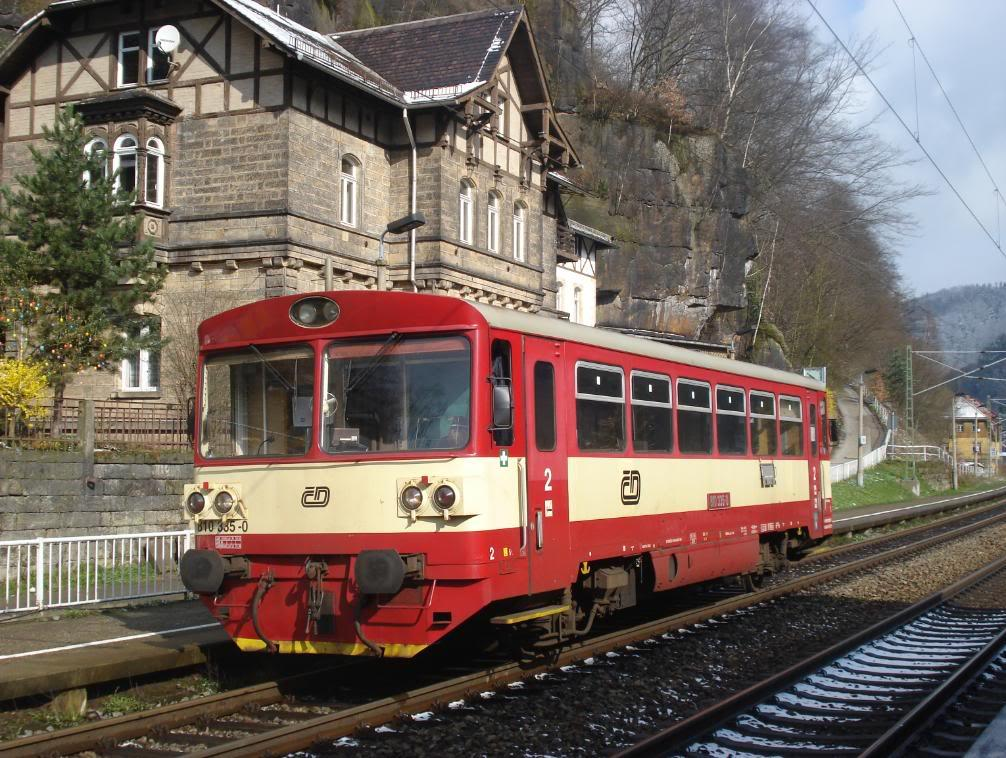
ČD-Baureihe 810 als Elbe-Labe-Sprinter im Bahnhof Schöna, 2006

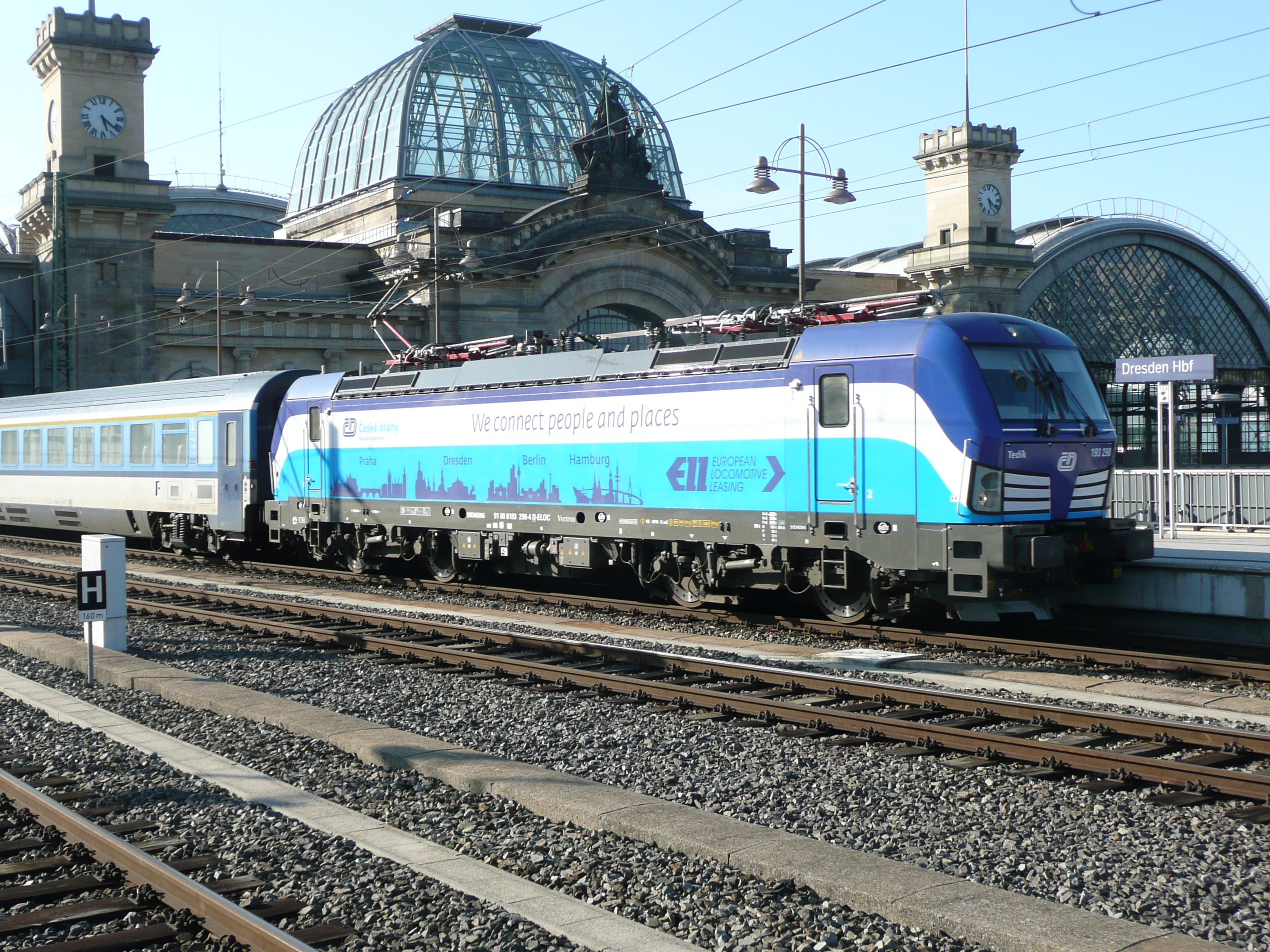
193 290 mit EC in Dresden Hbf, 2018

Als Elbe-Labe-Sprinter wurden ab 1999 zunächst die Triebwagen der ČD-Baureihe 810 eingesetzt, die zum Fahrplanwechsel im Dezember 2010 durch Triebwagen der DB-Baureihe 642 abgelöst worden. Geplant war der Einsatz neuer niederfluriger Triebwagen der ČD-Baureihe 844, was wegen fehlender Zulassung in Deutschland nicht realisiert werden konnte. Diese Garnituren verkehren daher ausschließlich zwischen Děčín hlavní nádraží und Dolní Žleb, dem letzten Halt auf tschechischem Boden.
Die Züge der Nationalparkbahn (Linie U28) werden mit Triebwagen der Baureihe 642 von DB Regio geführt.